# Škoda Octavia
El Škoda Octavia es un automóvil de turismo del segmento C producido por el fabricante checo Škoda desde el año 1997. Comparte su nombre con un modelo anterior Škoda producido entre 1959 y 1971. Se ofrece con tracción delantera y en algunas variantes tracción total, con motores delanteros transversales de cuatro cilindros, y carrocerías liftback y familiar de cinco puertas. El Octavia comparte elementos estructurales y mecánicos con numerosos modelos del Grupo Volkswagen, como el Volkswagen Golf, Audi A3 y Volkswagen Jetta, entre otros. Con sus dimensiones casi de un segmento superior, se queda en el segmento de los compactos como una berlina compacta.
La primera generación del Škoda Octavia debutó el Salón de París de 1996 y el inicio de su producción se produjo el 3 de septiembre de 1996. En marzo de 2008, se ensambló la unidad número dos millones del Octavia.

## Primera generación (Typ 1U; 1997-2004[3])
En 1994 en el seno del grupo VAG se empezaron a desarrollar planes para dotar a Skoda de un coche compacto basado en la plataforma del VW Golf IV con prototipos encargados a Giorgio Giugiaro  su diseño no convence a la cúpula directiva de VW, que buscaban crear una línea de diseño más clara para la nueva etapa de la marca. En 1995 se construyen los primeros prototipos sobre la más moderna plataforma A4 (PQ34), que se convertiría en base para el Audi A3 I y VW Golf IV; el diseño final fue obra del estudio de Dirk van Braeckel, con la colaboración de Luc Donckerwolke.
En octubre de 1996 fue presentado en el Paris Motor Show, siendo el primer Škoda desarrollado íntegramente bajo la influencia del Grupo Volkswagen.
Se trata de un modelo compacto con un largo voladizo trasero que le otorga buena capacidad de carga (528l o 1328l con los asientos traseros abatidos) y provisto además de un portón trasero, con lo que venía a sustituir al Seat Toledo I como único modelo con carrocería liftback dentro del grupo VW. El coche tuvo una gran acogida en el mercado local, Europa Central y Alemania, lo que retrasó su implantación en el resto de Europa. Los acabados disponibles en ese momento eran LX, GLX, SLX. En España se ha convertido en uno de los modelos favoritos de los taxistas por su solidez y su ajustado precio.
En 1997 se presenta en Fráncfort un prototipo de la versión Combi, con la misma longitud que la berlina y 548l/1512l de capacidad de carga. Su comercialización comienza un año más tarde. En otoño de 1998 cambia la iluminación del cuadro de instrumentos rojo a verde y se invierten los colores en las pantallas LCD del cuadro. En el acabado SLX se cambia el salpicadero permitiendo la instalación de GPS y climatizador (Climatronic).
En 1999 se acopla al Octavia Combi el embrague Haldex en la versión 4x4, una suspensión elevada para terrenos complicados y un depósito de combustible de 63 litros, en comparación con el normal de 55 litros. Debido al volumen ocupado por el embrague Haldex, se reduce la capacidad del maletero en 100l respecto a la versión con tracción delantera.
También se presenta el acabado Laurin & Klement, como homenaje a Vaclav Laurin y Vaclav Klement, y con un nivel de equipamiento superior, que incluye tapicería de cuero beige, inserciones en madera, techo solar y llantas específicas de 16 pulgadas. Disponible con los motores 1.9TDI 110CV y 1.8T 150CV. A finales de año deja de montarse el motor 1.8 125CV y se sustituye por el 2.0 115CV.
Una actualización fue llevada a cabo en el año 2000, rediseñando los paragolpes, parrilla, ópticas y salpicadero, renovando a su vez las versiones de equipamiento disponibles: Classic, Ambiente, Elegance y Laurin & Klement. Se reforzaron además elementos estructurales, obteniendo cuatro estrellas en el test Euro NCAP.
La versión deportiva RS vio la luz en 2000, con el motor 1.8T de 180CV, y con frenos de disco ventilados en las cuatro ruedas, suspensión con tarados más firmes y 15 mm más baja, aerodinámica adaptada, y una instrumentación e interior específico en cuero y tela. Un año más tarde Skoda lanza una edición limitada y numerada de 100 unidades basada en el RS, llamada WRC, en referencia a la participación de Skoda en el Campeonato del Mundo de Rallies, en blanco y con adhesivos conmemorando los 100 años de Skoda en competición.

### Skoda Octavia Tour
Con la presentación del nuevo modelo de Octavia en 2004, se siguió vendiendo el modelo de 1997 bajo la denominación Octavia Tour, en España con los motores 1.9TDI 101CV y 90CV y en su variante berlina, aunque en otros mercados se continua la venta de la variante familiar Combi y una mayor variedad de motores.
La producción del Octavia Tour se mantiene aún con algunos pequeños retoques estéticos introducidos en 2009, como retrovisores más grandes y un nuevo volante, hasta el final de su producción en septiembre de 2010. La producción total fue de 1,442,126 unidades desde su lanzamiento en 1997.

### Fase I (1996-2000)

#### Motorizaciones
Los motores de gasolina son un 1.4 litros de 60  CV de potencia máxima, un 1.6 litros en variantes de 75 y 101 CV, un 2.0 litros de 115 CV y un 1.8 litros en versiones atmosférica de 125 CV y con turbocompresor y 150  CV de potencia. Los diésel son 1.9 litros con inyección directa en variantes atmosférica de 68 CV y con turbocompresor de 90, 110  CV de potencia máxima.
| Periodo                        | 1999-2001             | 1996-2000             | 1997-2000                                         | 1996-1999                                         | 1998-2000                                         | 1999-2000                                         |
| Identificación del motor       | AMD                   | AEE                   | AEH, AKL                                          | AGN                                               | AGU, ARZ, ARX, AUM                                | APK, AQY                                          |
| Tipo de motor                  | L4 8v                 | L4 8v                 | L4 8v                                             | L4 20v                                            | L4 20v, turbo, intercooler                        | L4 8v                                             |
| Diámetro x carrera             | 75.5 mm × 78.0 mm     | 76.5 mm × 86.9 mm     | 81.0 mm × 77.4 mm                                 | 81.0 mm × 86.4 mm                                 | 81.0 mm × 86.4 mm                                 | 82.5 mm × 92.8 mm                                 |
| Cilindrada                     | 1397 cm³              | 1598 cm³              | 1595 cm³                                          | 1781 cm³                                          | 1781 cm³                                          | 1984 cm³                                          |
| Relación de compresión         | 10.0: 1               | 9.8: 1                | 10.3: 1                                           | 10.3: 1                                           | 9.5: 1                                            | 10.5: 1                                           |
| Potencia máxima: CV (kW) @ rpm | 60 CV (44 kW) @ 4500  | 75 CV (55 kW) @ 4600  | 101 CV (74 kW) @ 5600                             | 125 CV (92 kW) @ 6000                             | 150 CV (110 kW) @ 5700                            | 115 CV (85 kW) @ 5200                             |
| Par máximo: Nm @ rpm           | 120 Nm @ 2500         | 135 Nm @ 3200         | 145 Nm @ 3800                                     | 170 Nm @ 4200                                     | 210 Nm @ 1750-4600                                | 170 Nm @ 2400                                     |
| Tracción                       | Delantera             | Delantera             | Delantera                                         | Delantera                                         | Delantera / Total                                 | Delantera                                         |
| Transmisión                    | Manual, 5 velocidades | Manual, 5 velocidades | Manual, 5 velocidades / Automática, 4 velocidades | Manual, 5 velocidades / Automática, 4 velocidades | Manual, 5 velocidades / Automática, 4 velocidades | Manual, 5 velocidades / Automática, 4 velocidades |
| Aceleración (0-100 km/h)       | 18.9 s                | 14.0 s                | 12.2 s                                            | 10.5 s                                            | 8.4 s                                             | 10.8 s                                            |
| Velocidad máxima               | 155 km/h              | 167 km/h              | 187 km/h                                          | 199 km/h                                          | 219 km/h                                          | 198 km/h                                          |
| Consumo combinado (L/100 km)   | 7.5                   | 7.6                   | 7.7                                               | 8.4                                               | 8.0                                               | 8.0                                               |

| Periodo                        | 1997-2000                | 1996-2000                                         | 1997-2000                                    |
| Identificación del motor       | AGP                      | AGR                                               | AHF                                          |
| Tipo de motor                  | L4 8v, inyección directa | L4 8v, inyección directa, turbo, intercooler      | L4 8v, inyección directa, turbo, intercooler |
| Diámetro x carrera             | 79.5 mm × 95.5 mm        | 79.5 mm × 95.5 mm                                 | 79.5 mm × 95.5 mm                            |
| Cilindrada                     | 1896 cm³                 | 1896 cm³                                          | 1896 cm³                                     |
| Relación de compresión         | 19.5: 1                  | 19.5: 1                                           | 19.5: 1                                      |
| Potencia máxima: CV (kW) @ rpm | 68 CV (50 kW) @ 4200     | 90 CV (66 kW) @ 4000                              | 110 CV (81 kW) @ 4150                        |
| Par máximo: Nm @ rpm           | 133 Nm @ 2200-2600       | 210 Nm @ 1900                                     | 235 Nm @ 1900                                |
| Tracción                       | Delantera                | Delantera / Total                                 | Delantera                                    |
| Transmisión                    | Manual, 5 velocidades    | Manual, 5 velocidades / Automática, 4 velocidades | Manual, 5 velocidades                        |
| Aceleración 0–100 km/h         | 18.9 s                   | 13.5 s                                            | 11.3 s                                       |
| Velocidad máxima               | 161 km/h                 | 181 km/h                                          | 192 km/h                                     |
| Consumo combinado (L/100 km)   | 5.3                      | 5.3                                               | 5.2                                          |

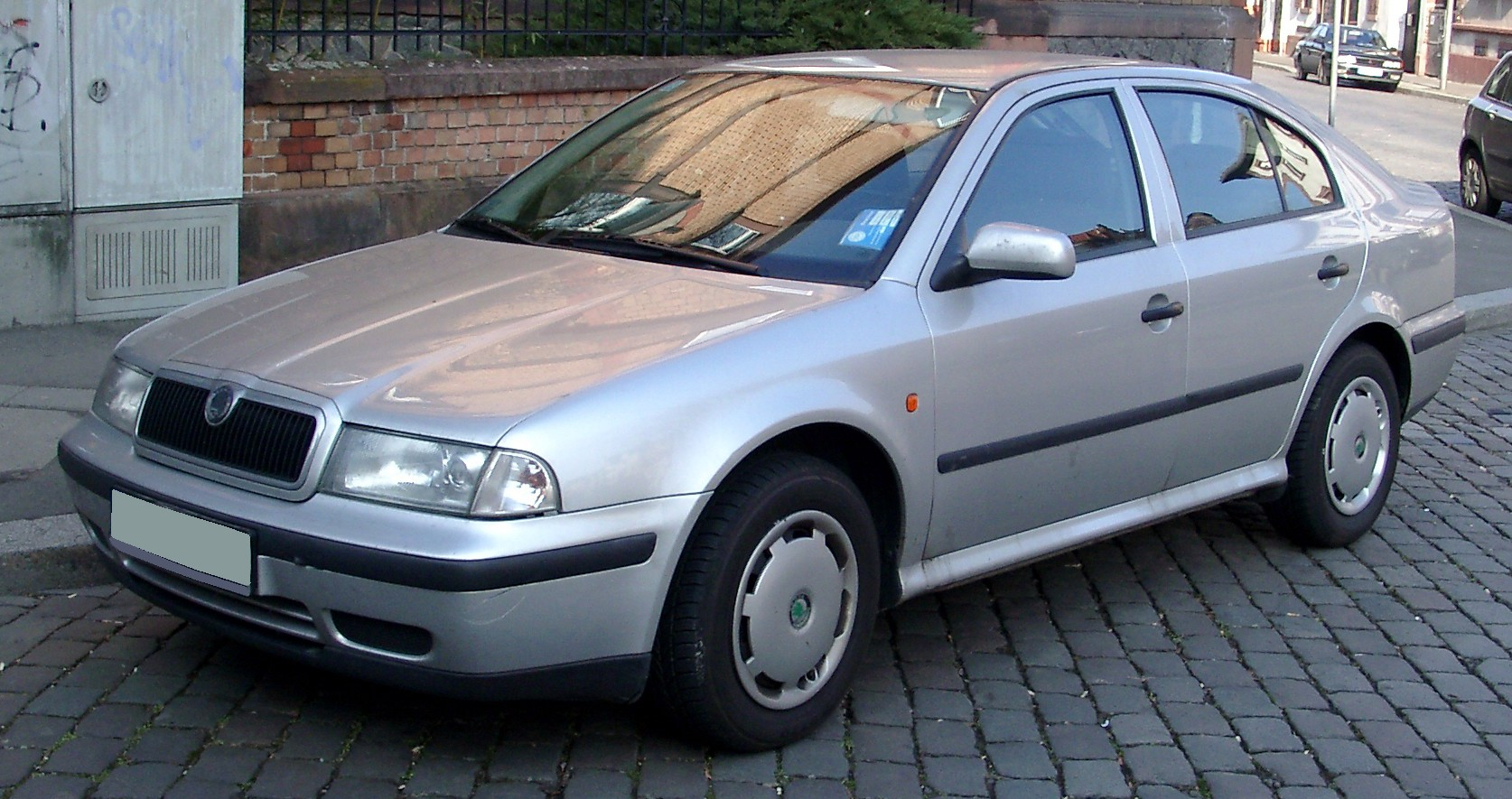
Vista delantera
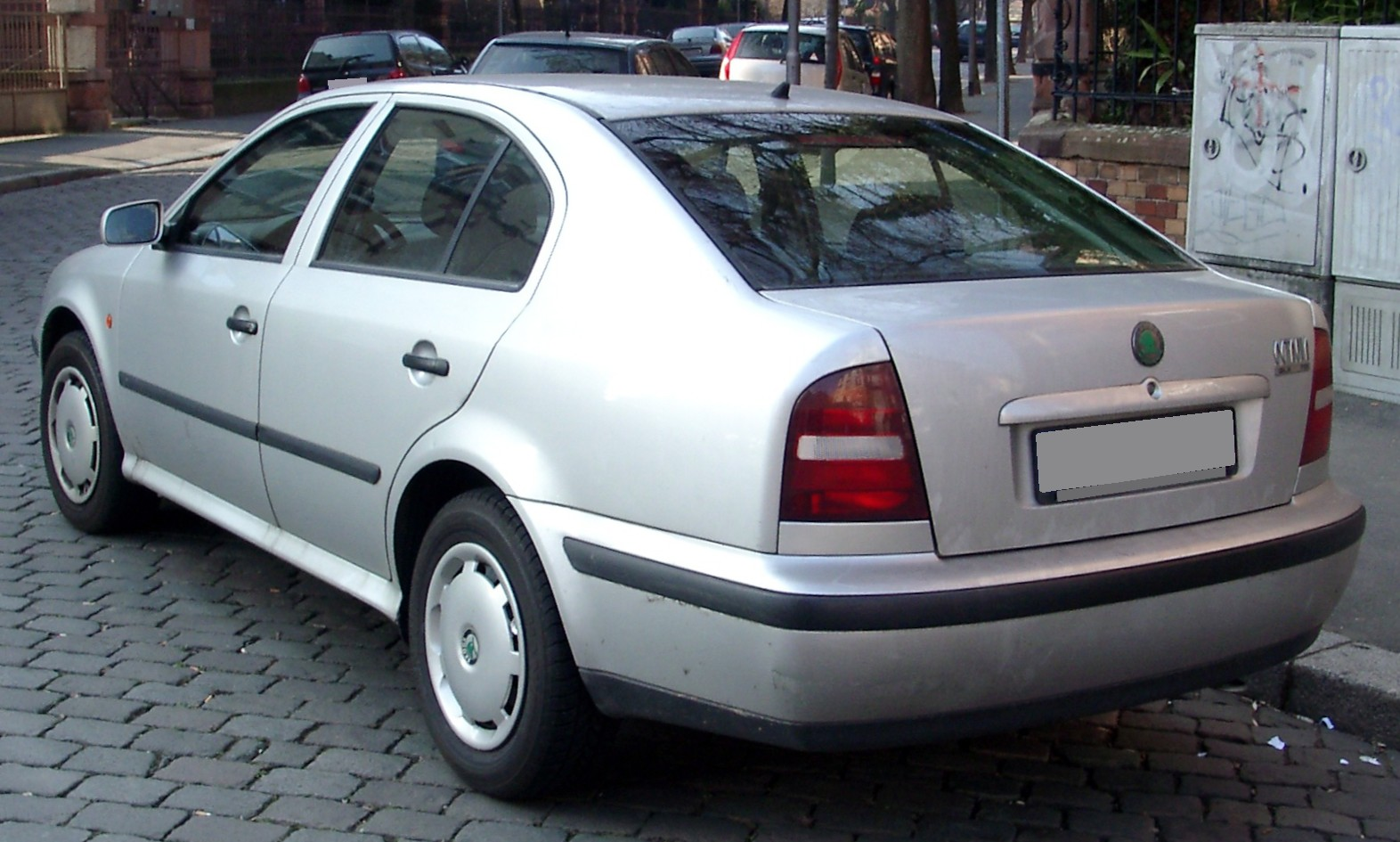
Vista trasera

### Fase II (2000-2004)

#### Motorizaciones
Los motores de gasolina son un 1.4 litros de 75 CV de potencia máxima, un 1.6 litros en variantes de 102 CV, un 2.0 litros de 115 CV y un 1.8 litros con turbocompresor y 150 o 180 CV de potencia. Los diésel son 1.9 litros con inyección directa en variantes atmosférica de 68 CV y con turbocompresor de 90, 110 y con inyección directa por inyector-bomba de 100 o 130 CV de potencia máxima.
| Periodo                        | 2000-2004             | 2000-2004                                         | 2000-2004                                         | 2001-2004                  | 2000-2004             | 2002-2004                                         |
| Identificación del motor       | AXP, BCA              | AVU, BFQ                                          | AGU, ARZ, ARX, AUM                                | AUQ                        | AZH                   | AZJ                                               |
| Tipo de motor                  | L4 16v                | L4 8v                                             | L4 20v, turbo, intercooler                        | L4 20v, turbo, intercooler | L4 8v                 | L4 8v                                             |
| Diámetro x carrera             | 76.5 mm × 75.6 mm     | 81.0 mm x 77.4 mm                                 | 81.0 mm × 86.4 mm                                 | 81.0 mm × 86.4 mm          | 82.5 mm × 92.8 mm     | 82.5 mm × 92.8 mm                                 |
| Cilindrada                     | 1390 cm³              | 1595 cm³                                          | 1781 cm³                                          | 1781 cm³                   | 1984 cm³              | 1984 cm³                                          |
| Relación de compresión         | 10.5: 1               | 10.5: 1                                           | 9.5: 1                                            | 9.5: 1                     | 10.5: 1               | 10.5: 1                                           |
| Potencia máxima: CV (kW) @ rpm | 75 CV (55 kW) @ 5000  | 102 CV (75 kW) @ 5600                             | 150 CV (110 kW) @ 5700                            | 180 CV (132 kW) @ 5500     | 115 CV (85 kW) @ 5400 | 115 CV (85 kW) @ 5400                             |
| Par máximo: Nm @ rpm           | 126 Nm @ 3300         | 148 Nm @ 3800                                     | 210 Nm @ 1750-4600                                | 235 Nm @ 1950-5000         | 170 Nm @ 2400         | 172 Nm @ 3200                                     |
| Tracción                       | Delantera             | Delantera                                         | Delantera / Total                                 | Delantera                  | Total                 | Delantera                                         |
| Transmisión                    | Manual, 5 velocidades | Manual, 5 velocidades / Automática, 4 velocidades | Manual, 5 velocidades / Automática, 4 velocidades | Manual, 5 velocidades      | Manual, 5 velocidades | Manual, 5 velocidades / Automática, 4 velocidades |
| Aceleración (0-100 km/h)       | 15.3 s                | 11.8 s                                            | 8.4 s                                             | 7.9 s                      | -                     | 11.0 s                                            |
| Velocidad máxima               | 171 km/h              | 190 km/h                                          | 219 km/h                                          | 235 km/h                   | -                     | 199 km/h                                          |
| Consumo combinado (L/100 km/h) | 6.7                   | 7.1                                               | 8.0                                               | 8.0                        | -                     | 8.0                                               |

| Periodo                        | 2000-2003                | 2000-2004                                         | 2000-2004                                    | 2000-2004                                                    | 2003-2004                                                    | 2002-2004                                                    |
| Identificación del motor       | AQM                      | ALH                                               | ASV                                          | ATD                                                          | AXR                                                          | ASZ                                                          |
| Tipo de motor                  | L4 8v, inyección directa | L4 8v, inyección directa, turbo, intercooler      | L4 8v, inyección directa, turbo, intercooler | L4 8v, inyección directa, inyector-bomba, turbo, intercooler | L4 8v, inyección directa, inyector-bomba, turbo, intercooler | L4 8v, inyección directa, inyector-bomba, turbo, intercooler |
| Diámetro x carrera             | 79.5 mm × 95.5 mm        | 79.5 mm × 95.5 mm                                 | 79.5 mm × 95.5 mm                            | 79.5 mm × 95.5 mm                                            | 79.5 mm × 95.5 mm                                            | 79.5 mm × 95.5 mm                                            |
| Cilindrada                     | 1896 cm³                 | 1896 cm³                                          | 1896 cm³                                     | 1896 cm³                                                     | 1896 cm³                                                     | 1896 cm³                                                     |
| Relación de compresión         | 19.5: 1                  | 19.5: 1                                           | 19.5: 1                                      | 19.0: 1                                                      | 19.0: 1                                                      | 19.0: 1                                                      |
| Potencia máxima: CV (kW) @ rpm | 68 CV (50 kW) @ 4200     | 90 CV (66 kW) @ 3750                              | 110 CV (81 kW) @ 4000                        | 100 CV (74 kW) @ 4000                                        | 100 CV (74 kW) @ 4000                                        | 130 CV (96 kW) @ 4000                                        |
| Par máximo: Nm @ rpm           | 130 Nm @ 2200-2600       | 210 Nm @ 1900                                     | 235 Nm @ 1900                                | 240 Nm @ 1800-2400                                           | 240 Nm @ 1800-2400                                           | 310 Nm @ 1900                                                |
| Tracción                       | Delantera                | Delantera                                         | Delantera                                    | Total                                                        | Delantera                                                    | Delantera                                                    |
| Transmisión                    | Manual, 5 velocidades    | Manual, 5 velocidades / Automática, 4 velocidades | Manual, 5 velocidades                        | Manual, 6 velocidades                                        | Manual, 5 velocidades                                        | Manual, 6 velocidades                                        |
| Aceleración 0–100 km/h         | 19.2 s                   | 13.0 s                                            | 11.1 s                                       | -                                                            | 11.8 s                                                       | 9.7 s                                                        |
| Velocidad máxima               | 163 km/h                 | 182 km/h                                          | 191 km/h                                     | -                                                            | 189 km/h                                                     | 207 km/h                                                     |
| Consumo combinado (L/100 km/h) | 5.2                      | 5.0                                               | 5.0                                          | -                                                            | 5.1                                                          | 5.2                                                          |

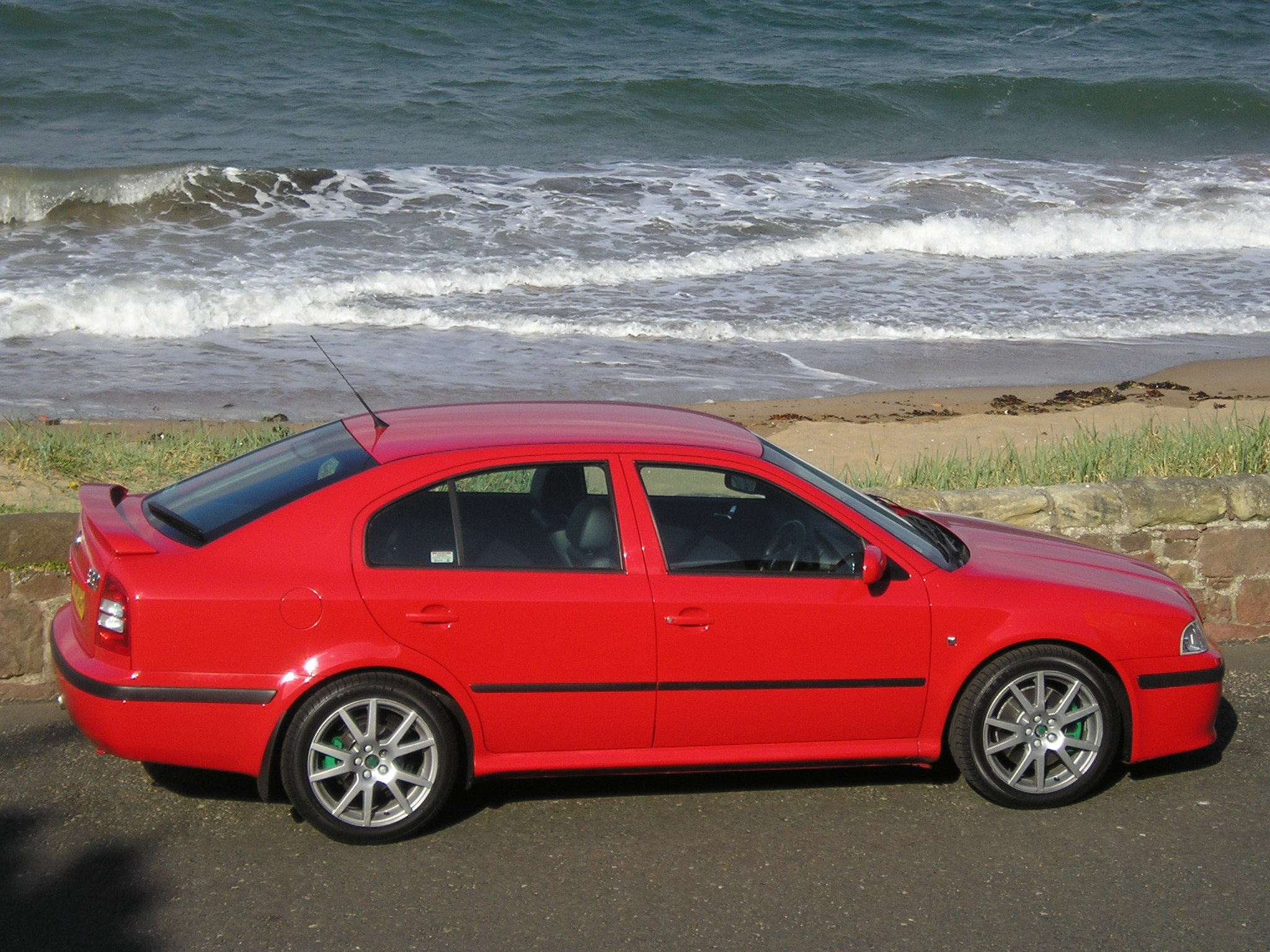
Octavia RS
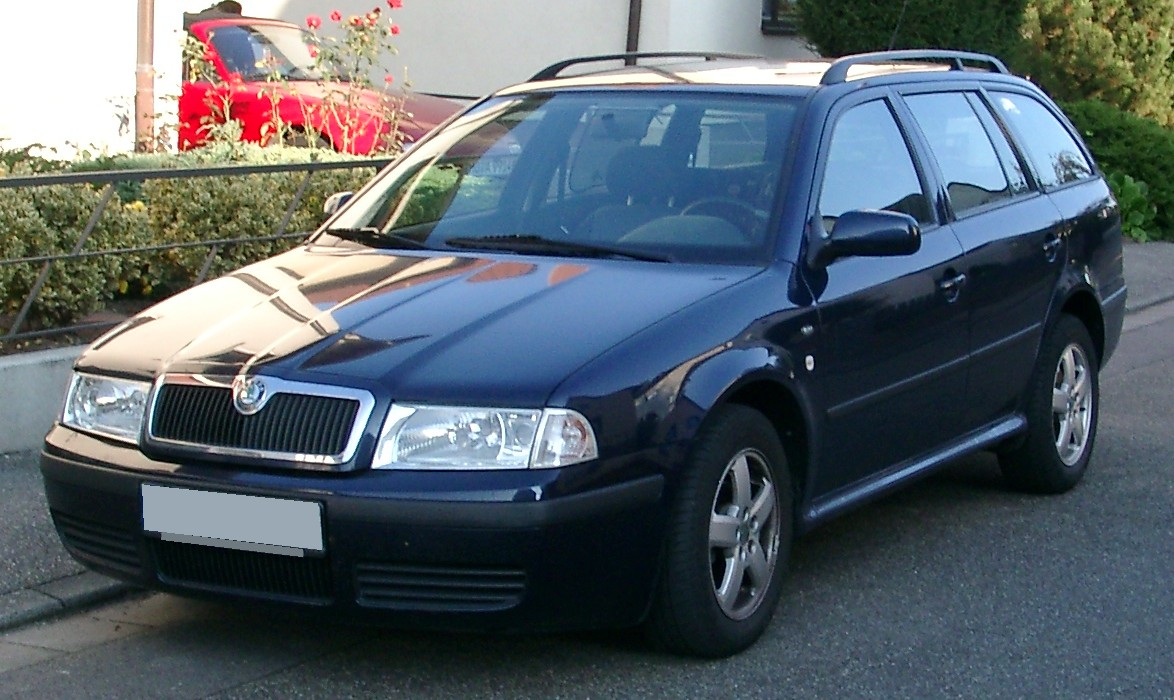
Octavia Combi
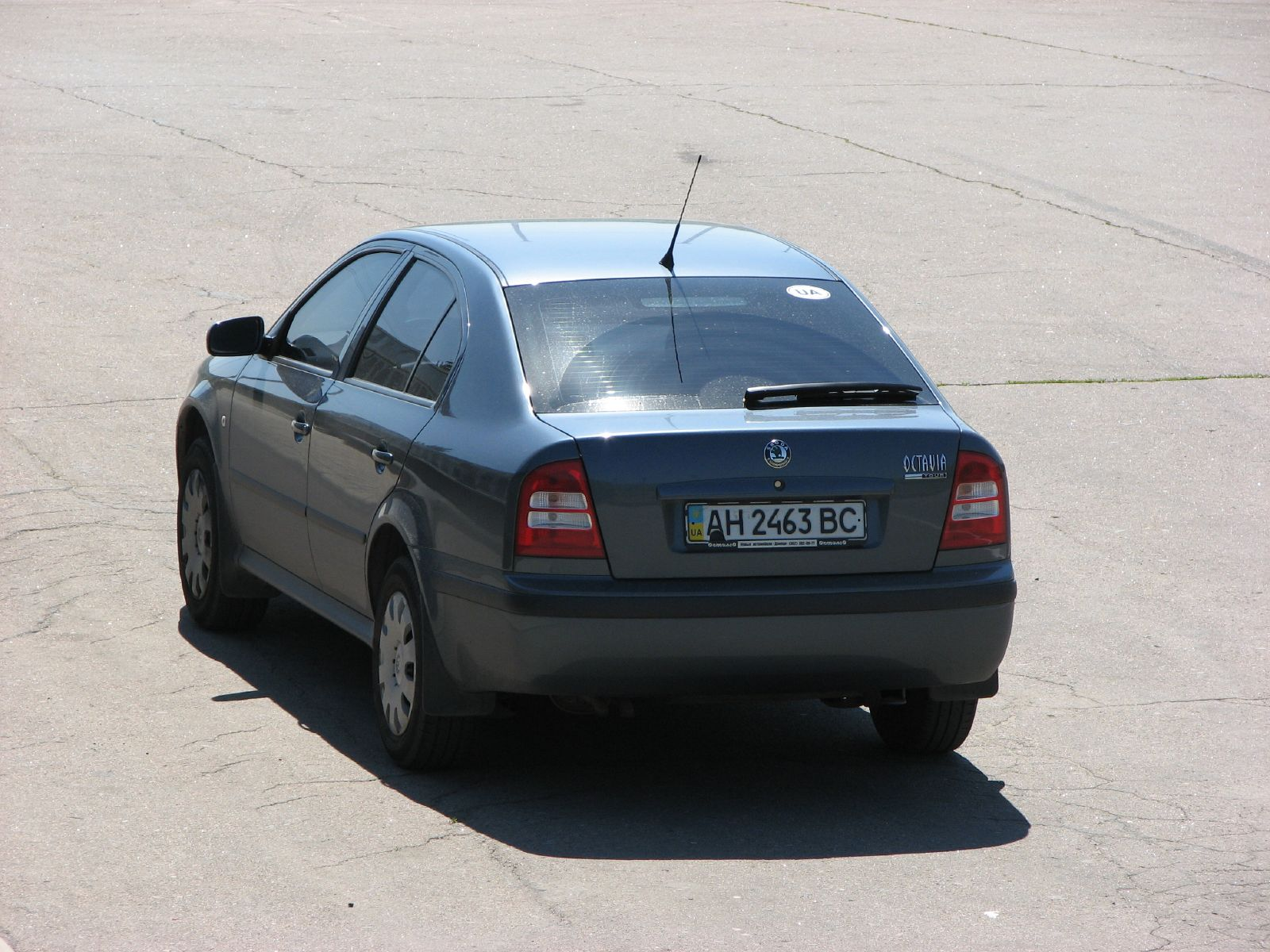
Vista trasera
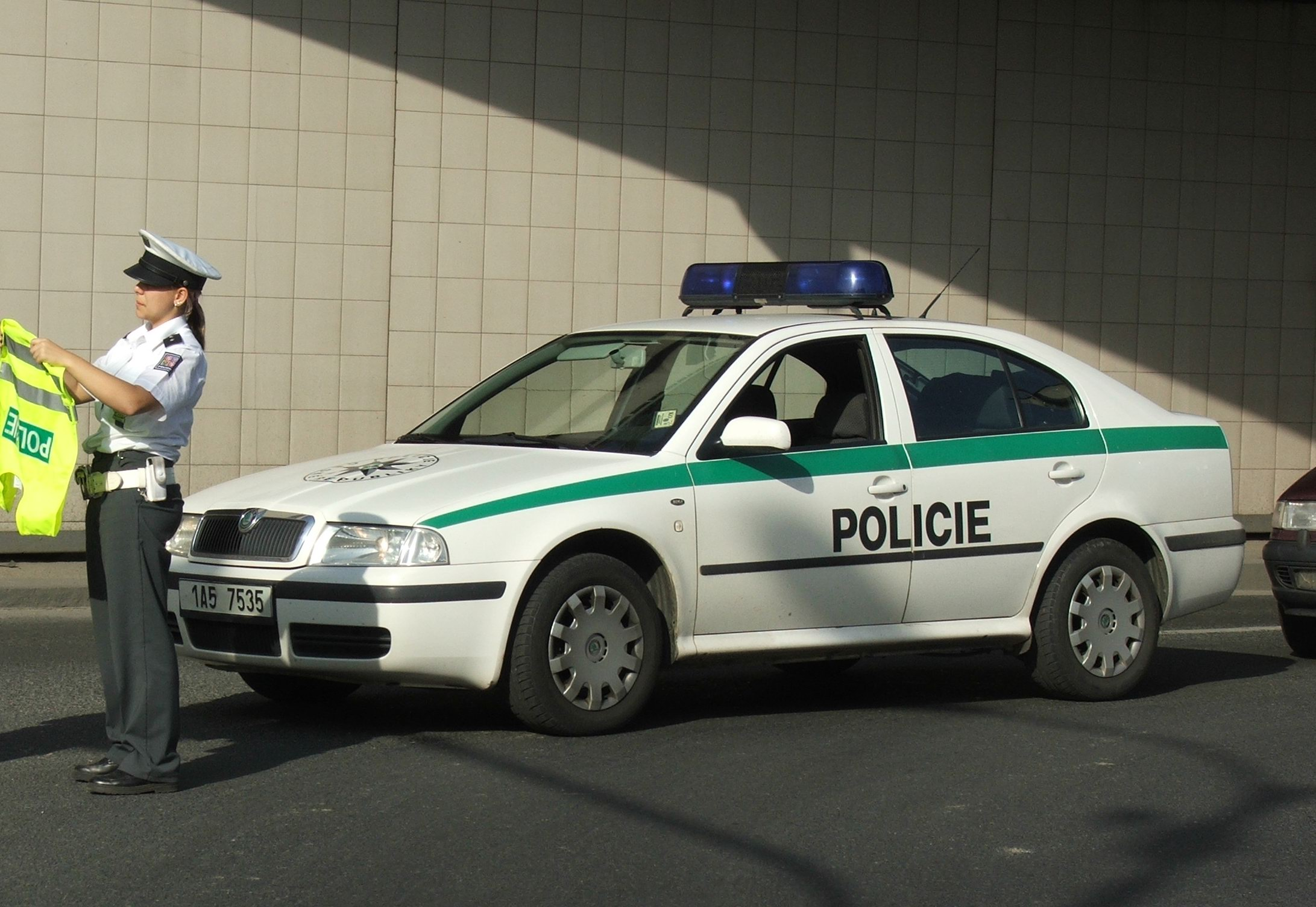
Octavia de la policía checa
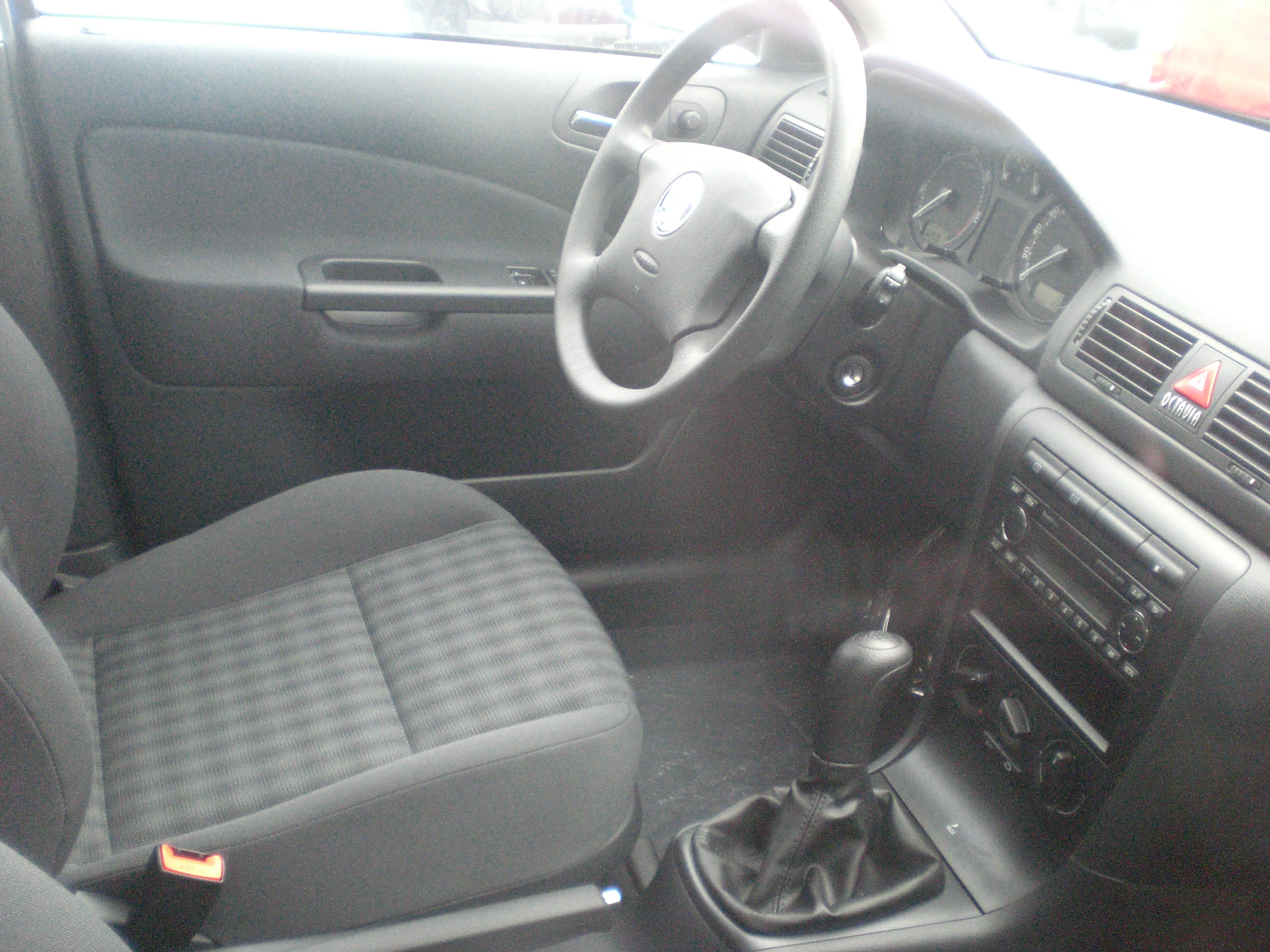
Vista interior

## Segunda generación (Typ 1Z; 2004-2013)
El Skoda Octavia de segunda generación se introduce en marzo de 2004, basado en la plataforma A5 (PQ35) del grupo VW compartida con el Audi A3 de segunda generación, el VW Golf y VW Jetta de quinta generación, así como con el SEAT Altea, entre otros. Además de las cajas de cambios manuales, en ciertas motorizaciones se ofrece como opción una caja de doble embrague y seis marchas (DSG, genuina del grupo VAG). El "Octavia Scout" o simplemente "Scout" es una variante del Octavia familiar con tracción a las cuatro ruedas y accesorios propios de un automóvil todoterreno.
En el interior las plazas son bastante amplias, la parte trasera ofrece mucho sitio para las piernas, y posee un maletero con una capacidad de 560 litros para el sedán y de 580 litros para la versión Combi.
Durante el periodo de tiempo en el cual se comercializaban simultáneamente la primera y segunda generación de Skoda Octavia, y con el objetivo de distinguirlas de manera efectiva, el Octavia de primera generación se comercializaba como "Octavia Tour", mientras que en algunos países a la segunda generación en algunos países se la denominaba "Octavia5" o "Laura".

### Fase I (2004-2009)

#### Motorizaciones
Todos los motores son de cuatro cilindros en línea. Los gasolina son un 1.4 litros de 75 CV (luego 80 CV), un 1.6 litros con inyección indirecta y 102 CV, un 1.6 litros con inyección directa y 115 CV, un 1.8 litros con turbocompresor y 160 CV, y un 2.0 litros con inyección directa en versiones atmosférica de 150 CV y turboalimentada de 200 CV.
Las unidades diésel del Octavia tienen turbocompresor e inyección directa con alimentación por bomba inyectora: un 1.9 litros con y 105 CV, y un 2.0 litros en variantes de 140 CV o 170 CV. A lo largo de 2008 y 2009, el 2.0 litros pasará a tener alimentación por common-rail.
| Periodo                        | 2004-2006             | 2006-2009             | 2004-2009             | 2004-2009                                         | 2007-2008                                     | 2008-2009                                         | 2005-2008                                         | 2005-2008                                         | 2005-2008                                     |
| Identificación del motor       | BCV                   | BUD                   | BGU, BSE, BSF         | BAG, BLF, BLP                                     | BZB                                           | CDAA                                              | BLR, BLX, BVX, BVY                                | BVZ, BLY                                          | BWA                                           |
| Tipo de motor                  | L4 16v                | L4 16v                | L4 8v                 | L4 16v, inyección directa                         | L4 16v, inyección directa, turbo, intercooler | L4 16v, inyección directa, turbo, intercooler     | L4 16v, inyección directa                         | L4 16v, inyección directa                         | L4 16v, inyección directa, turbo, intercooler |
| Diámetro x carrera             | 76.5 mm × 75.6 mm     | 76.5 mm × 75.6 mm     | 81.0 mm × 77.4 mm     | 76.5 mm × 86.9 mm                                 | 82.5 mm × 84.1 mm                             | 82.5 mm × 84.1 mm                                 | 82.5 mm × 92.8 mm                                 | 82.5 mm × 92.8 mm                                 | 82.5 mm × 92.8 mm                             |
| Cilindrada                     | 1390 cm³              | 1390 cm³              | 1595 cm³              | 1598 cm³                                          | 1798 cm³                                      | 1798 cm³                                          | 1984 cm³                                          | 1984 cm³                                          | 1984 cm³                                      |
| Relación de compresión         | 10.5: 1               | 10.5: 1               | 10.5: 1               | 12.0: 1                                           | 9.6: 1                                        | 9.6: 1                                            | 11.5: 1                                           | 11.5: 1                                           | 10.3: 1                                       |
| Potencia máxima: CV (kW) @ rpm | 75 CV (55 kW) @ 5000  | 80 CV (59 kW) @ 5000  | 102 CV (75 kW) @ 5600 | 115 CV (85 kW) @ 6000                             | 160 CV (118 kW) @ 5000-6200                   | 160 CV (118 kW) @ 4500-6200                       | 150 CV (110 kW) @ 6000                            | 150 CV (110 kW) @ 5800                            | 200 CV (147 kW) @ 5100-6000                   |
| Par máximo: Nm @ rpm           | 126 Nm @ 3800         | 132 Nm @ 3800         | 148 Nm @ 3800         | 155 Nm @ 4000                                     | 250 Nm @ 1500-4200                            | 250 Nm @ 1500-4500                                | 200 Nm @ 3500                                     | 200 Nm @ 3500                                     | 280 Nm @ 1800-5000                            |
| Tracción                       | Delantera             | Delantera             | Delantera             | Delantera                                         | Delantera                                     | Delantera                                         | Delantera / Total                                 | Delantera / Total                                 | Delantera                                     |
| Transmisión                    | Manual, 5 velocidades | Manual, 5 velocidades | Manual, 5 velocidades | Manual, 5 velocidades / Automática, 6 velocidades | Manual, 6 velocidades                         | Manual, 6 velocidades / Automática, 7 velocidades | Manual, 6 velocidades / Automática, 6 velocidades | Manual, 6 velocidades / Automática, 6 velocidades | Manual, 6 velocidades                         |
| Aceleración (0-100 km/h)       | 15.5 s                | 14.2 s                | 12.3 s                | 11.2 s                                            | 7.8 s                                         | 7.8 s                                             | 9.3 s                                             | 9.3 s                                             | 7.3 s                                         |
| Velocidad máxima               | 170 km/h              | 173 km/h              | 190 km/h              | 198 km/h                                          | 223 km/h                                      | 223 km/h                                          | 213 km/h                                          | 213 km/h                                          | 240 km/h                                      |
| Consumo combinado (L/100 km/h) |                       |                       | 7.2                   | 6.6                                               | 7.4                                           | 7.0                                               | 7.4                                               | 7.4                                               | 7.8                                           |

| Periodo                        | 2004-2009                                                    | 2004-2009                                                     | 2004-2009                                                     | 2008-2009                                                                                | 2005-2009                                                                                | 2005-2009                                                                                 | 2008-2009                                                                              |
| Identificación del motor       | BJB, BKC, BXE, BLS                                           | AZV                                                           | BKD                                                           | CHWA                                                                                     | BMM                                                                                      | BMN                                                                                       | CEGA                                                                                   |
| Tipo de motor                  | L4 8v, inyección directa, inyector-bomba, turbo, intercooler | L4 16v, inyección directa, inyector-bomba, turbo, intercooler | L4 16v, inyección directa, inyector-bomba, turbo, intercooler | L4 8v, inyección directa, inyector-bomba, turbo, intercooler, filtro de partículas (DPF) | L4 8v, inyección directa, inyector-bomba, turbo, intercooler, filtro de partículas (DPF) | L4 16v, inyección directa, inyector-bomba, turbo, intercooler, filtro de partículas (DPF) | L4 16v, inyección directa, common-rail, turbo, intercooler, filtro de partículas (DPF) |
| Diámetro x carrera             | 79.5 mm × 95.5 mm                                            | 81.0 mm × 95.5 mm                                             | 81.0 mm × 95.5 mm                                             | 81.0 mm × 95.5 mm                                                                        | 81.0 mm × 95.5 mm                                                                        | 81.0 mm × 95.5 mm                                                                         | 81.0 mm × 95.5 mm                                                                      |
| Cilindrada                     | 1896 cm³                                                     | 1968 cm³                                                      | 1968 cm³                                                      | 1968 cm³                                                                                 | 1968 cm³                                                                                 | 1968 cm³                                                                                  | 1968 cm³                                                                               |
| Relación de compresión         | 19.0: 1                                                      | 18.0: 1                                                       | 18.0: 1                                                       | 18.0: 1                                                                                  | 18.0: 1                                                                                  | 18.0: 1                                                                                   | 16.5: 1                                                                                |
| Potencia máxima: CV (kW) @ rpm | 105 CV (77 kW) @ 4000                                        | 136 CV (100 kW) @ 4000                                        | 140 CV (103 kW) @ 4000                                        | 105 CV (77 kW) @ 3600                                                                    | 140 CV (103 kW) @ 4000                                                                   | 170 CV (125 kW) @ 4200                                                                    | 170 CV (125 kW) @ 4200                                                                 |
| Par máximo: Nm @ rpm           | 250 Nm @ 1900                                                | 320 Nm @ 1750-2500                                            | 320 Nm @ 1750-2500                                            | 275 Nm @ 1750-2500                                                                       | 320 Nm @ 1800-2500                                                                       | 350 Nm @ 1750-2500                                                                        | 350 Nm @ 1750-2500                                                                     |
| Tracción                       | Delantera / Total                                            | Delantera                                                     | Delantera                                                     | Delantera                                                                                | Delantera                                                                                | Delantera                                                                                 | Delantera                                                                              |
| Transmisión                    | Manual, 5 velocidades / Automática, 6 velocidades            | Manual, 6 velocidades                                         | Manual, 6 velocidades / Automática, 6 velocidades             | Manual, 6 velocidades                                                                    | Manual, 6 velocidades / Automática, 6 velocidades                                        | Manual, 6 velocidades / Automática, 6 velocidades                                         | Manual, 6 velocidades / Automática, 6 velocidades                                      |
| Aceleración 0–100 km/h         | 11.8 s                                                       | 9.7 s                                                         | 9.6 s                                                         | 11.4 s                                                                                   | 9.6 s                                                                                    | 8.4 s                                                                                     | 8.3 s                                                                                  |
| Velocidad máxima               | 192 km/h                                                     | 206 km/h                                                      | 208 km/h                                                      | 192 km/h                                                                                 | 208 km/h                                                                                 | 225 km/h                                                                                  | 226 km/h                                                                               |
| Consumo combinado (L/100 km/h) | 4.9                                                          |                                                               | 5.5                                                           |                                                                                          | 5.5                                                                                      | 5.7                                                                                       | 5.7                                                                                    |

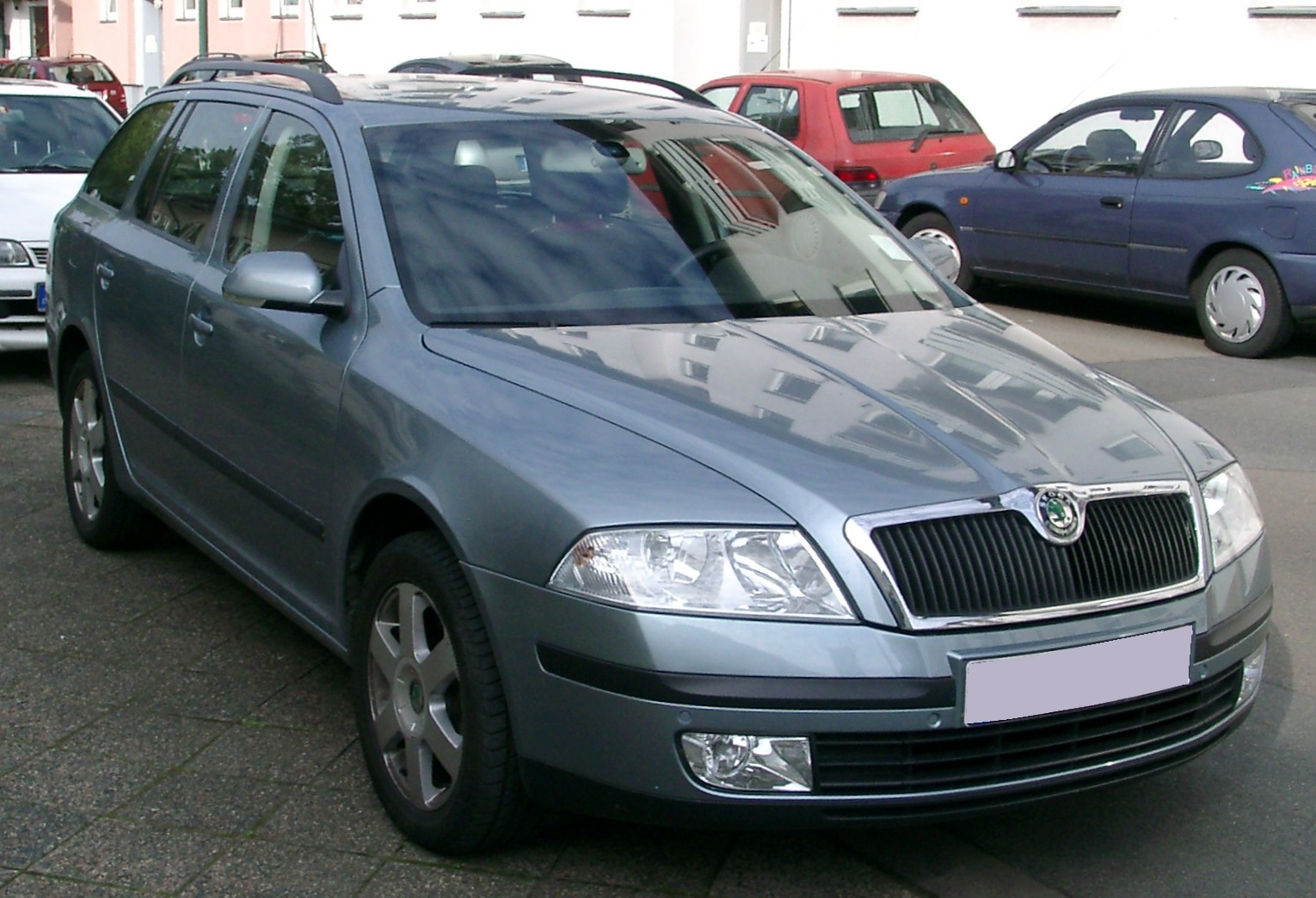
Versión Combi con frontal de la fase 1.
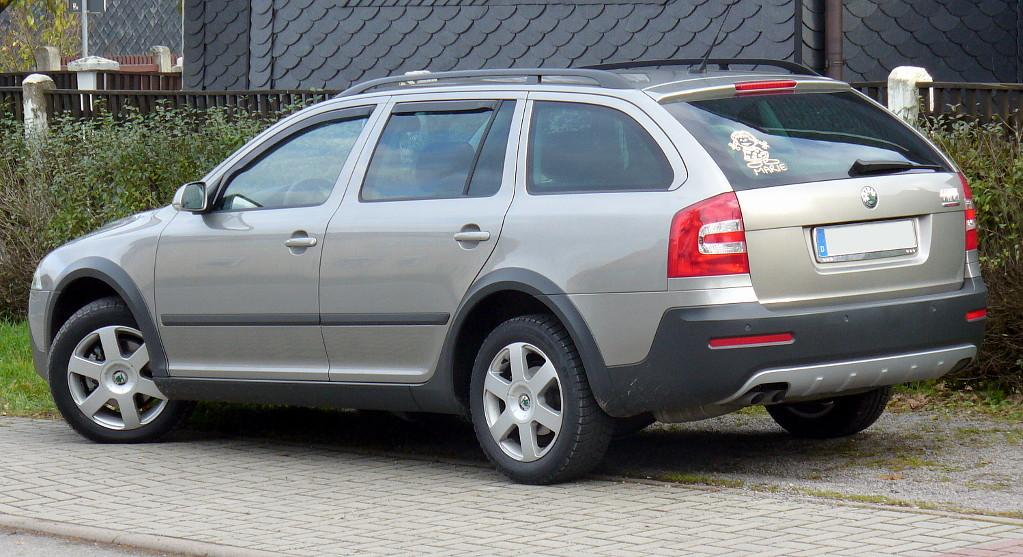
Versión Scout.
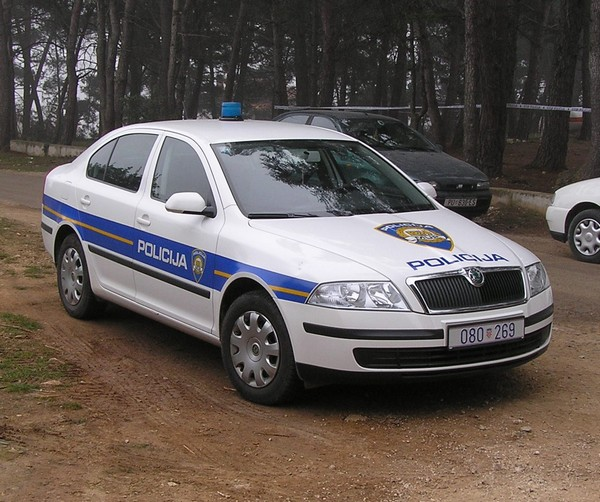
Versión de la policía croata.
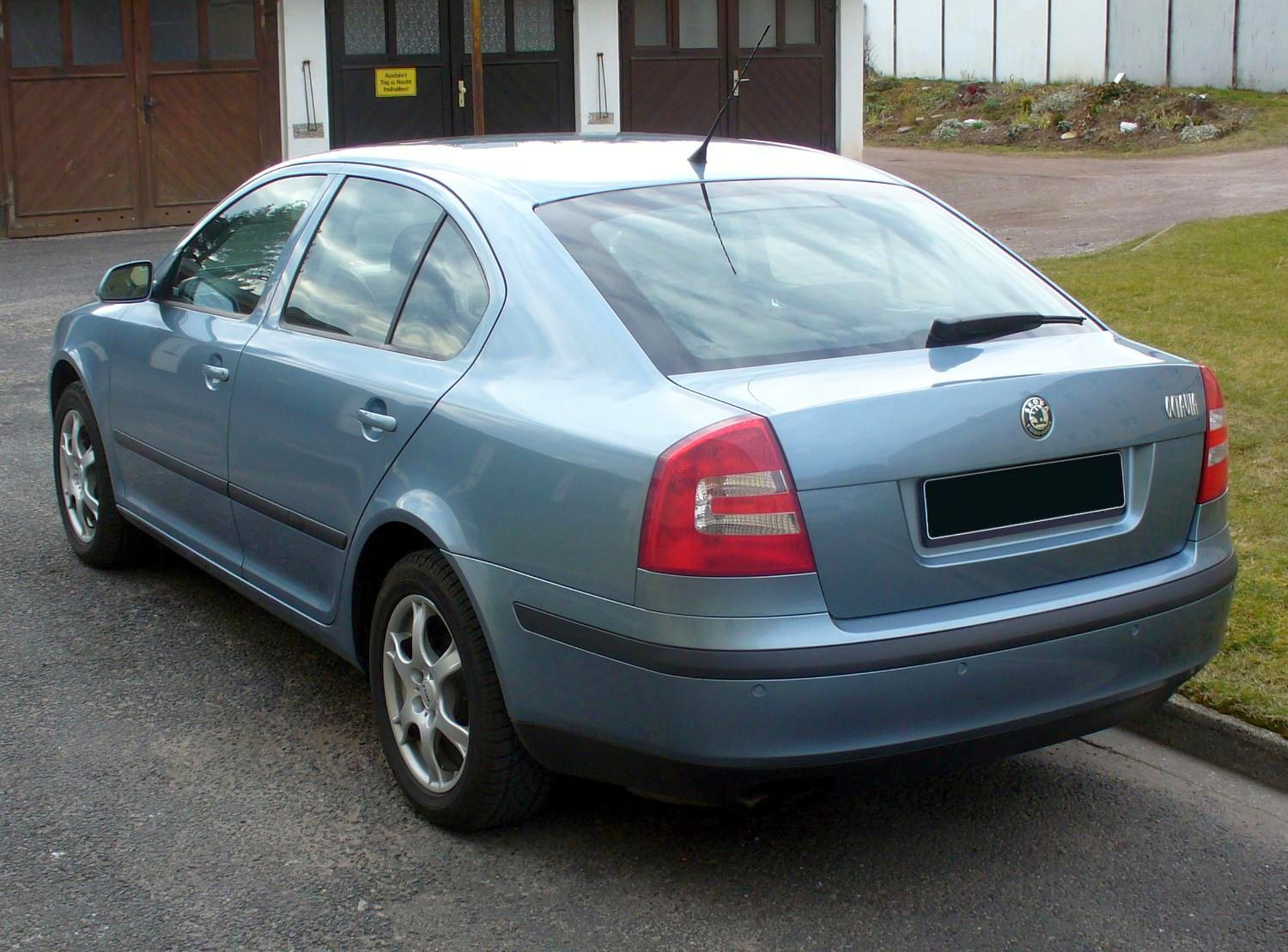
Vista trasera de la primera fase del sedán.

### Fase II (2009-2013)
En 2009 el Skoda Octavia recibe un nuevo aspecto exterior y cambios en el equipamiento. La mayor parte de los cambios del exterior se pueden apreciar en la parte delantera del auto (cambian los faros y las luces antiniebla, junto al paragolpes y la parrilla frontal), la parte trasera tiene cambios ligeros en los faros y el paragolpes.
En el interior hay nuevas tapicerías, cambios en los mandos y en el volante. Hay un nuevo sistema de sonido disponible y un nuevo tipo de navegador con pantalla táctil a color ambos opcionales. El equipamiento de seguridad es más completo con reposacabezas delanteros activos, airbags frontales y laterales para conductor y copiloto, airbags de cabeza delanteros y traseros, control de tracción, control de estabilidad, distribución electrónica de frenado (EBD)  y ABS de serie en toda la gama. 
En 2013, con la llegada de la nueva generación del modelo, se anuncia el cese de producción de la segunda generación, sin la posibilidad de que se mantenga del mismo modo que se hizo con la primera generación como Octavia Tour, debido a la inclusión en la gama Skoda del modelo Rapid, destinado a cubrir dicha necesidad.
Ciertos modelos diésel de esta generación a partir del 2009 forman parte del Escándalo de las emisiones de Volkswagen. Sus emisiones son mayores que las oficialmente documentadas y puede incurrir en impuestos medioambientales superiores en determinados países.

#### Motorizaciones
En cuanto a motorizaciones, en gasolina se introduce el motor 1.4 TSI (turbo e inyección directa, 122 CV) en detrimento del 1.6 FSI (inyección directa, 115 CV). De este modo la marca se adapta al llamado "downsizing", o reducción del cubicaje del motor con el objetivo de reducir consumos y emisiones, una práctica que por entonces empieza a extenderse entre los fabricantes.
En 2010 continúa la renovación de motores iniciada con el "restyling" de 2009. Siguiendo la política del "downsizing", en gasolina aparece el 1.2 TSI de 105 CV con vistas a sustituir al 1.6 MPI de 102 CV, mientras que en diésel se incorpora el 1.6 TDI con tecnología de inyección de combustible Common-Rail de 105 CV, llamado a reemplazar al clásico 1.9 TDI inyector-bomba de 105 CV.
| Periodo                        | 2010-2013                                     | 2009-2013                                     | 2009-2013             | 2009-2013                                     | 2009-2013                                     |           |           |           |           |           |
| Identificación del motor       | CBZB                                          | CAXA                                          | BGU, BSE, BSF         | CDAA                                          | CAWB                                          |           |           |           |           |           |
| Tipo de motor                  | L4 16v, inyección directa, turbo, intercooler | L4 16v, inyección directa, turbo, intercooler | L4 8v                 | L4 16v, inyección directa, turbo, intercooler | L4 16v, inyección directa, turbo, intercooler |           |           |           |           |           |
| Diámetro x carrera             | 71.0 mm × 75.6 mm                             | 76.5 mm × 75.6 mm                             | 81.0 mm × 77.4 mm     | 82.5 mm × 84.1 mm                             | 82.5 mm × 92.8 mm                             |           |           |           |           |           |
| Cilindrada                     | 1197 cm³                                      | 1390 cm³                                      | 1595 cm³              | 1798 cm³                                      | 1984 cm³                                      |           |           |           |           |           |
| Relación de compresión         | 10.0: 1                                       | 10.0: 1                                       | 10.5: 1               | 9.6: 1                                        | 9.6: 1                                        |           |           |           |           |           |
| Potencia máxima: CV (kW) @ rpm | 105 CV (77 kW) @ 5000                         | 122 CV (90 kW) @ 5000                         | 102 CV (75 kW) @ 5600 | 160 CV (118 kW) @ 4500-6200                   | 200 CV (147 kW) @ 5100-6000                   |           |           |           |           |           |
| Par máximo: Nm @ rpm           | 175 Nm @ 1550-4100                            | 200 Nm @ 1500-4000                            | 148 Nm @ 3800         | 250 Nm @ 1500-4500                            | 280 Nm @ 1700-5000                            |           |           |           |           |           |
| Tracción                       | Delantera                                     | Delantera                                     | Delantera             | Delantera                                     | Delantera                                     | Delantera | Delantera | Delantera | Delantera | Delantera |
| Transmisión                    | Manual, 6 velocidades / DSG, 6 velocidades    | Manual, 6 velocidades / DSG, 6 velocidades    | Manual, 5 velocidades | Manual, 6 velocidades / DSG, 6 velocidades    | Manual, 6 velocidades / DSG, 6 velocidades    |           |           |           |           |           |
| Aceleración (0-100 km/h)       | 10.8 s                                        | 9.7 s                                         | 12.3 s                | 7.8 s                                         | 7.2 s                                         |           |           |           |           |           |
| Velocidad máxima               | 192 km/h                                      | 203 km/h                                      | 190 km/h              | 223 km/h                                      | 242 km/h                                      |           |           |           |           |           |
| Consumo combinado (L/100 km/h) | 5.7                                           | 6.3                                           | 7.4                   | 7.8                                           | 7.5                                           |           |           |           |           |           |

| Periodo                        | 2009-2013                                                                              | 2010-2013                                                                              | 2011-2013                                                                              | 2009-2013                                                                              | 2009-2013                                                                              |           |           |
| Identificación del motor       | CAYC                                                                                   | CBDC                                                                                   | CFHF                                                                                   | CFHC                                                                                   | CEGA                                                                                   |           |           |
| Tipo de motor                  | L4 16v, inyección directa, common-rail, turbo, intercooler, filtro de partículas (DPF) | L4 16v, inyección directa, common-rail, turbo, intercooler, filtro de partículas (DPF) | L4 16v, inyección directa, common-rail, turbo, intercooler, filtro de partículas (DPF) | L4 16v, inyección directa, common-rail, turbo, intercooler, filtro de partículas (DPF) | L4 16v, inyección directa, common-rail, turbo, intercooler, filtro de partículas (DPF) |           |           |
| Diámetro x carrera             | 79.5 mm × 80.5 mm                                                                      | 81.0 mm × 95.5 mm                                                                      | 81.0 mm × 95.5 mm                                                                      | 81.0 mm × 95.5 mm                                                                      | 81.0 mm × 95.5 mm                                                                      |           |           |
| Cilindrada                     | 1598 cm³                                                                               | 1968 cm³                                                                               | 1968 cm³                                                                               | 1968 cm³                                                                               | 1968 cm³                                                                               |           |           |
| Relación de compresión         | 16.5: 1                                                                                | 16.5: 1                                                                                | 16.5: 1                                                                                | 16.5: 1                                                                                | 16.5: 1                                                                                |           |           |
| Potencia máxima: CV (kW) @ rpm | 105 CV (77 kW) @ 4400                                                                  | 110 CV (81 kW) @ 4200                                                                  | 110 CV (81 kW) @ 4200                                                                  | 140 CV (103 kW) @ 4200                                                                 | 170 CV (125 kW) @ 4200                                                                 |           |           |
| Par máximo: Nm @ rpm           | 250 Nm @ 1500-2500                                                                     | 250 Nm @ 1750-2750                                                                     | 280 Nm @ 1750-2500                                                                     | 320 Nm @ 1750-2500                                                                     | 350 Nm @ 1750-2500                                                                     |           |           |
| Tracción                       | Delantera / Total                                                                      | Delantera                                                                              | Delantera                                                                              | Delantera                                                                              | Delantera                                                                              | Delantera | Delantera |
| Transmisión                    | Manual, 5 velocidades / DSG, 7 velocidades                                             | Manual, 6 velocidades                                                                  | Manual, 6 velocidades                                                                  | Manual, 6 velocidades / DSG, 6 velocidades                                             | Manual, 6 velocidades / DSG, 6 velocidades                                             |           |           |
| Aceleración 0–100 km/h         | 11.3 s                                                                                 | 11.0 s                                                                                 | 11.0 s                                                                                 | 9.5 s                                                                                  | 8.3 s                                                                                  |           |           |
| Velocidad máxima               | 191 km/h                                                                               | 195 km/h                                                                               | 195 km/h                                                                               | 211 km/h                                                                               | 226 km/h                                                                               |           |           |
| Consumo combinado (L/100 km/h) | 4.5                                                                                    | 4.8                                                                                    | 4.8                                                                                    | 4.8                                                                                    | 5.7                                                                                    |           |           |

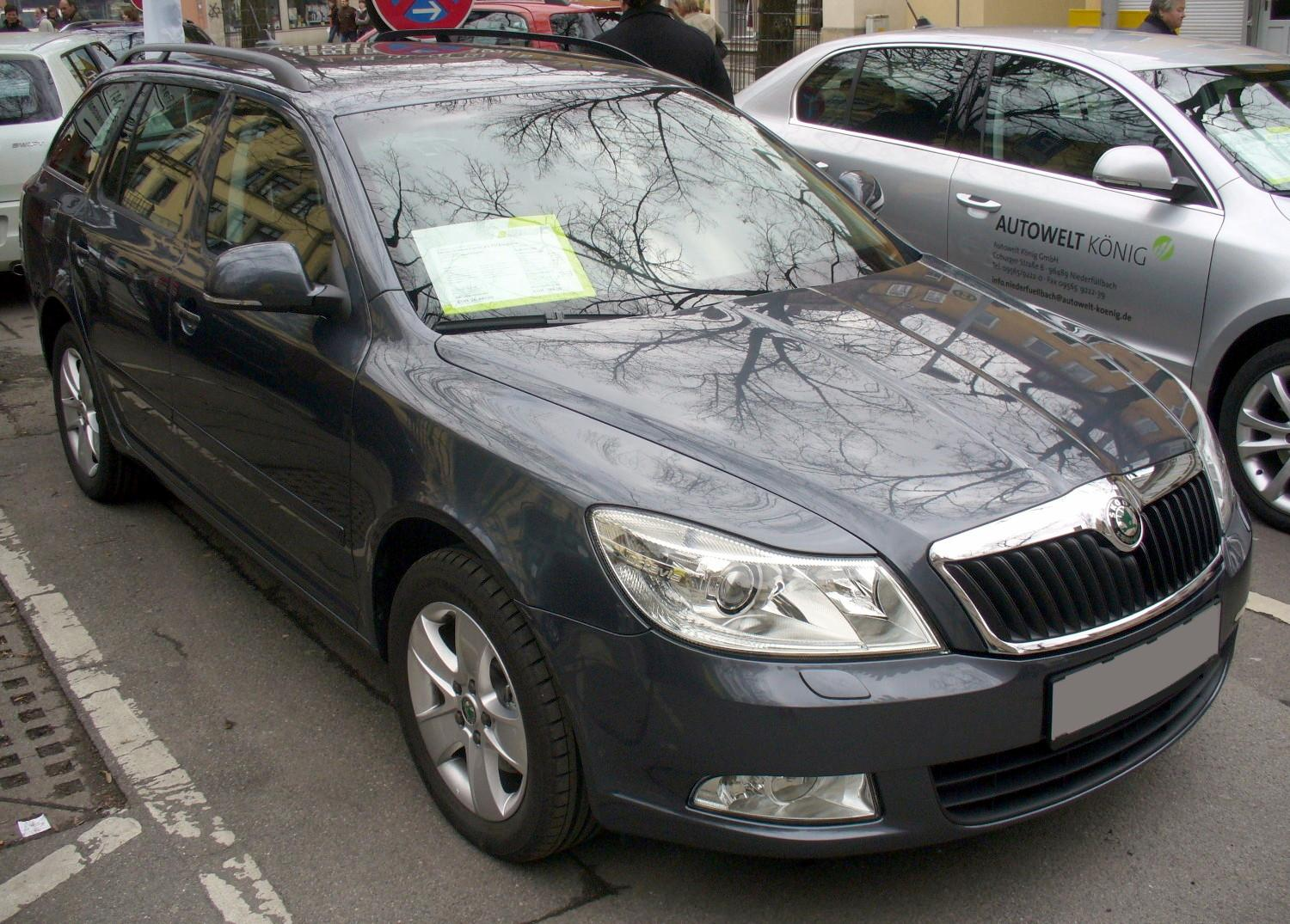
Versión Combi Fase II (2009-2013).
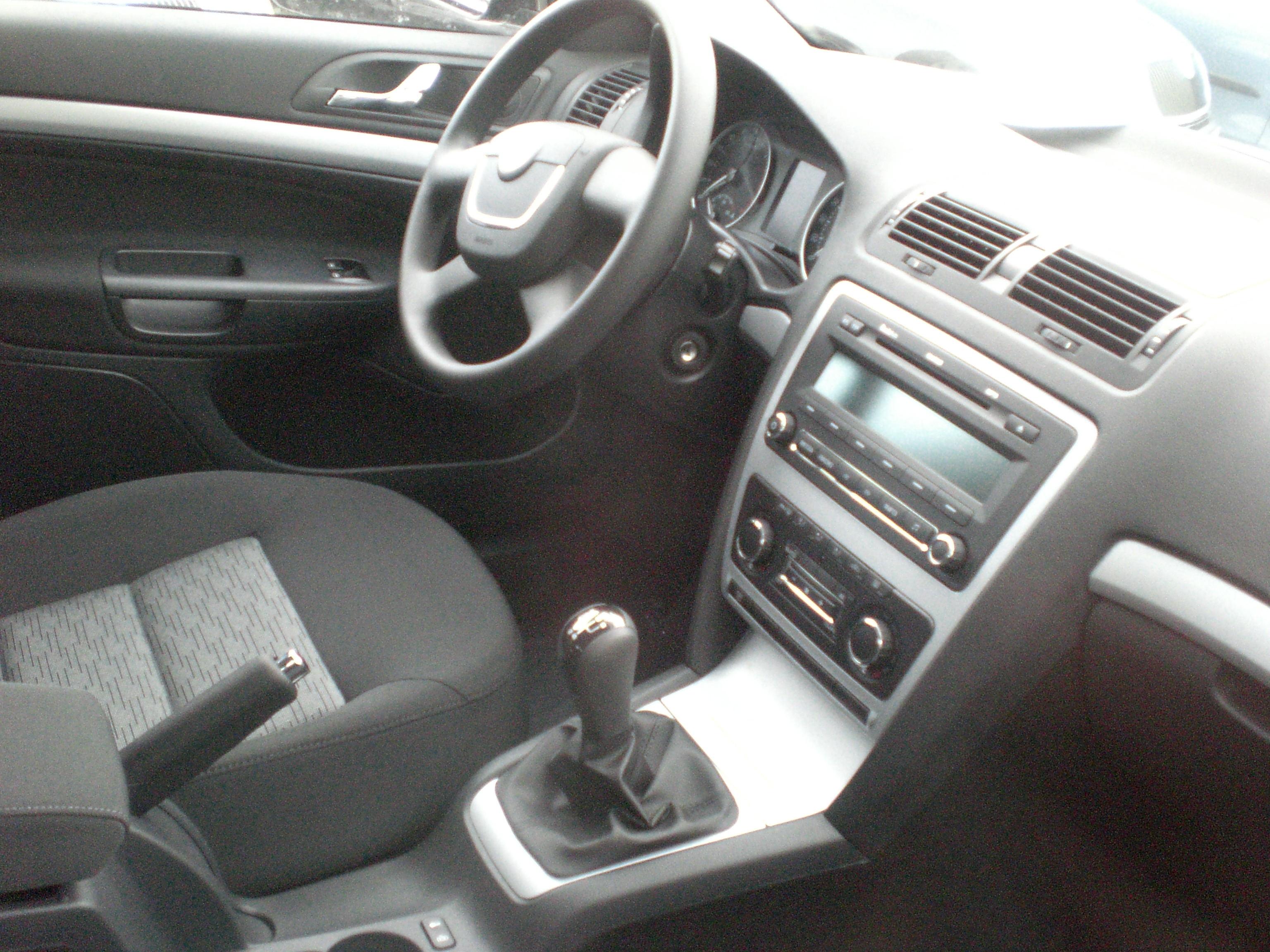
Interior Fase II (2009-2013).
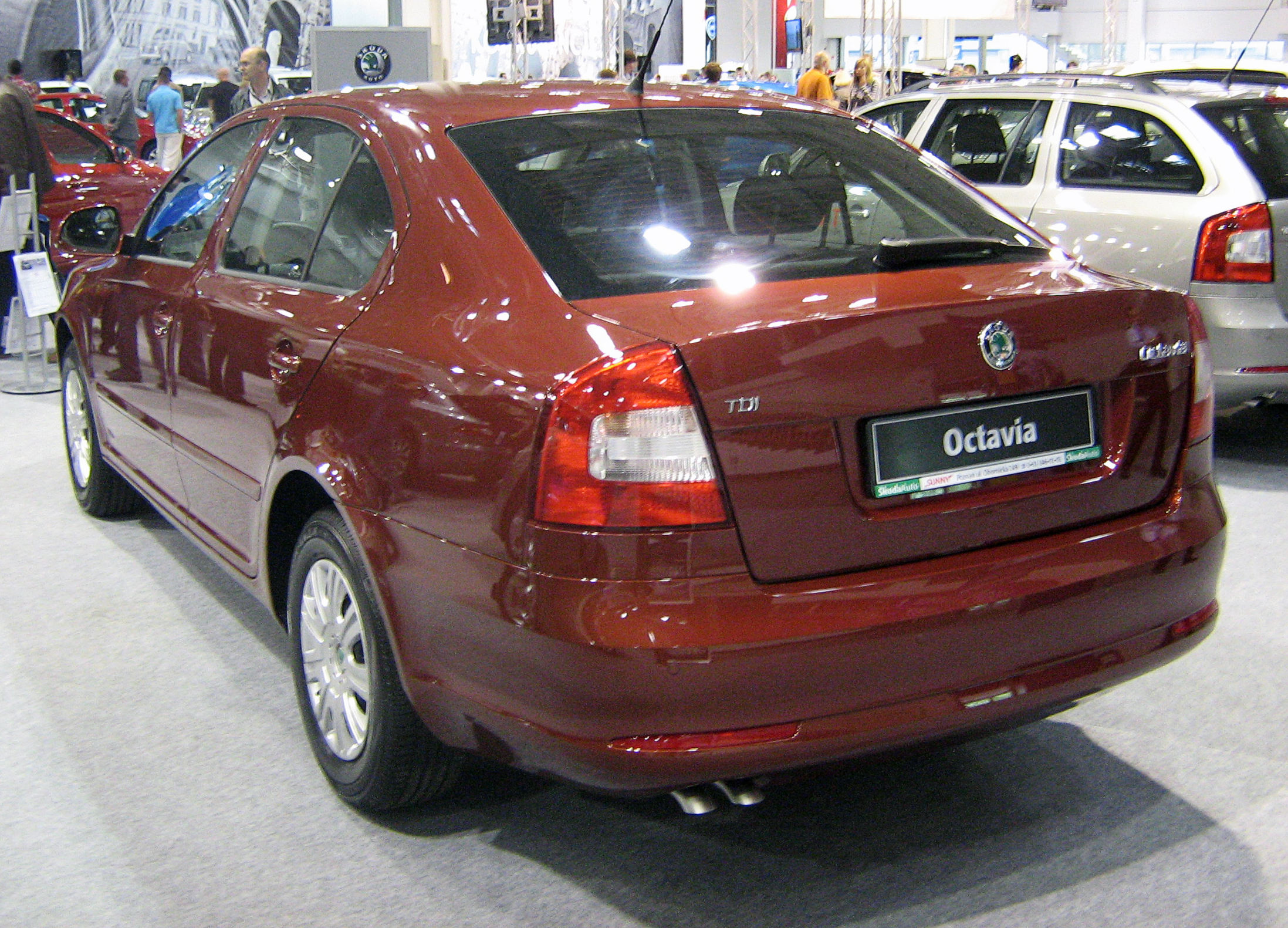
Vista trasera del Octavia Fase II (2009-2013).
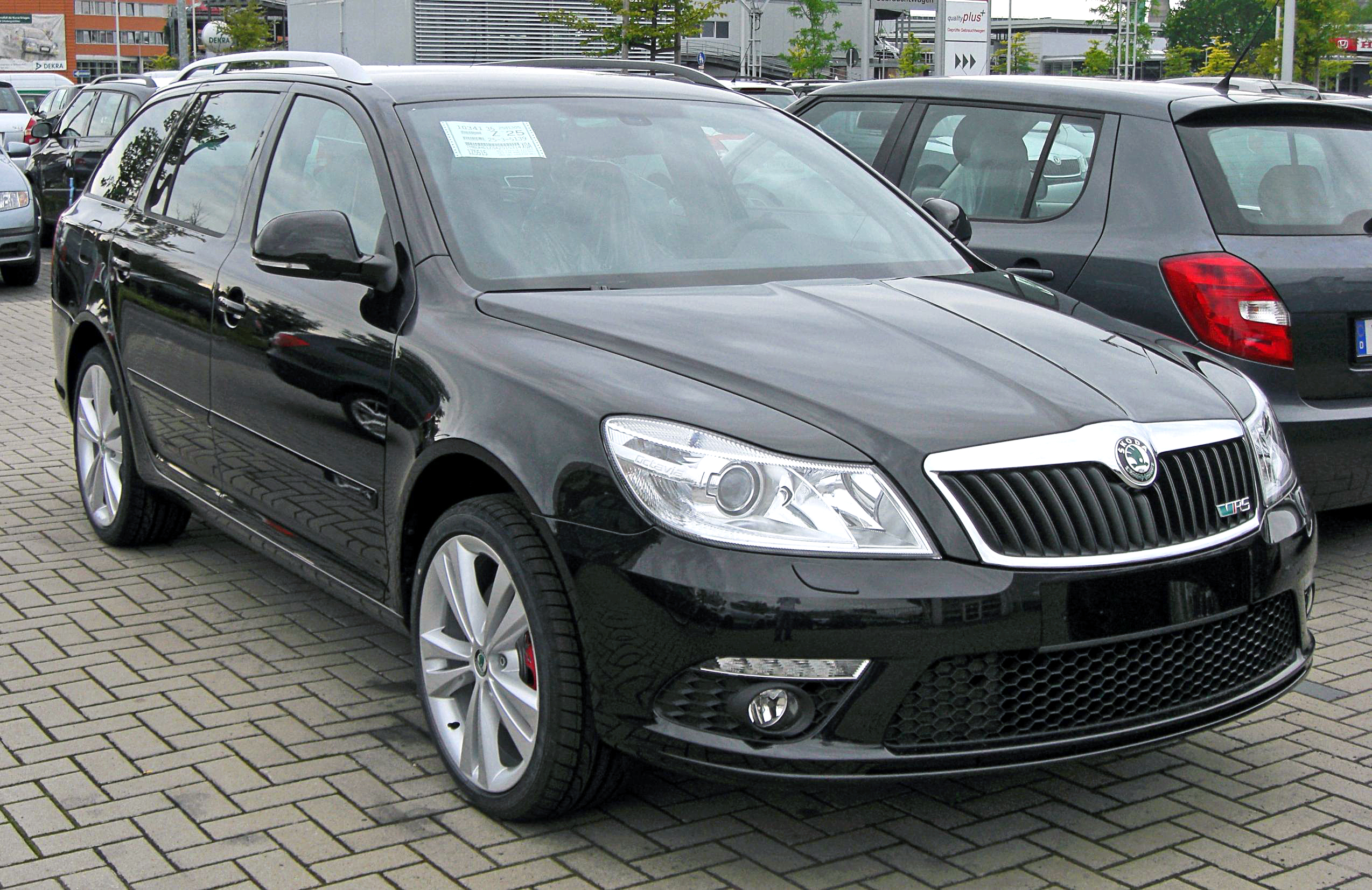
Skoda Octavia II Combi Facelift RS (2009-2013).

## Tercera generación (Typ 5E; 2013-2020)
El 11 de diciembre de 2012 se presenta el Skoda Octavia de tercera generación con la nueva plataforma MQB de Volkswagen. El nuevo modelo se inspira en la nueva tendencia de diseño introducida por Jozef Kaban con el prototipo Vision D y posterior Mission L, con un crecimiento notable de tamaño respecto a su predecesor, siendo 90mm más largo, 45 mm más ancho, y con una distancia entre ejes 108mm mayor que la segunda generación del Octavia. Pese al incremento de tamaño, se reduce el peso del vehículo hasta en 102Kg gracias a una cuidada selección de materiales, además conserva el portón trasero de las generaciones anteriores y el volumen del maletero asciende a 590 litros.
Este nuevo posicionamiento por tamaño del Octavia permite escalonar la gama de Skoda de manera efectiva con el Škoda Rapid Europeo producido desde 2012 y que hereda la funcionalidad del Octavia Tour. El Octavia pretende ser una berlina compacta y asequible, con unas dimensiones de casi un segmento superior, pero manteniendo un ajustado precio.
Durante la presentación oficial del modelo se confirmó el lanzamiento de la versión deportiva RS, filtrándose su diseño a los pocos días de la presentación en la página oficial del fabricante. En julio de 2013, en el Festival de Velocidad de Goodwood se presenta la versión deportiva Octavia RS con motorizaciones gasolina 2.0TSI de 220CV y diésel 2.0TDI de 184CV y en ambas carrocerías berlina y familiar

### Fase I (2013-2017)

#### Motorizaciones
El modelo cuenta con cuatro opciones en gasolina de la serie EA211 de motores del grupo VAG y cuatro más en diésel de la serie EA288, que abarcan desde el 1.6TDI de 90CV hasta el 2.0TDI de 150CV y desde el 1.2 TSI de 86CV a los 180 CV del 1.8 TSI que fija el tope de la gama en gasolina. Además también se comercializa un modelo impulsado con gas natural.
| Periodo                        | 2012-2015                                     | 2012-2015                                     | 2015-2016                                     | 2012-2015                                     | 2015-2017                                     | 2015-2017                                                           | 2012-2017                                     | 2013-2017                                     | 2013-2017                                     | 2015-2017                                     |
| Identificación del motor       | CJZB                                          | CJZA                                          | CYVB                                          | CHPA                                          | CHPB, CZDA                                    | CPWA                                                                | CJSA                                          | CJSB                                          | CHHB                                          | CHHA                                          |
| Tipo de motor                  | L4 16v, inyección directa, turbo, intercooler | L4 16v, inyección directa, turbo, intercooler | L4 16v, inyección directa, turbo, intercooler | L4 16v, inyección directa, turbo, intercooler | L4 16v, inyección directa, turbo, intercooler | L4 16v, inyección directa, turbo, intercooler, preparación para GNC | L4 16v, inyección directa, turbo, intercooler | L4 16v, inyección directa, turbo, intercooler | L4 16v, inyección directa, turbo, intercooler | L4 16v, inyección directa, turbo, intercooler |
| Diámetro x carrera             | 71.0 mm × 75.6 mm                             | 71.0 mm × 75.6 mm                             | 71.0 mm × 75.6 mm                             | 74.5 mm × 80.0 mm                             | 74.5 mm × 80.0 mm                             | 74.5 mm × 80.0 mm                                                   | 82.5 mm × 84.1 mm                             | 82.5 mm × 84.1 mm                             | 82.5 mm × 92.8 mm                             | 82.5 mm × 92.8 mm                             |
| Cilindrada                     | 1197 cm³                                      | 1197 cm³                                      | 1197 cm³                                      | 1395 cm³                                      | 1395 cm³                                      | 1395 cm³                                                            | 1798 cm³                                      | 1798 cm³                                      | 1984 cm³                                      | 1984 cm³                                      |
| Relación de compresión         | 10.0: 1                                       | 10.0: 1                                       | 10.0: 1                                       | 10.0: 1                                       | 10.0: 1                                       | 10.0: 1                                                             | 9.6: 1                                        | 9.6: 1                                        | 9.6: 1                                        | 9.6: 1                                        |
| Potencia máxima: CV (kW) @ rpm | 86 CV (63 kW) @ 4300-5300                     | 105 CV (77 kW) @ 4500-5500                    | 110 CV (81 kW) @ 4500–5500                    | 140 CV (103 kW) @ 4500-6000                   | 150 CV (110 kW) @ 4500-6000                   | 110 CV (81 kW) @ 4800-6000                                          | 180 CV (132 kW) @ 5100-6200                   | 180 CV (132 kW) @ 4500-6200                   | 220 CV (162 kW) @ 4500-6200                   | 230 CV (169 kW) @ 4700-6200                   |
| Par máximo: Nm @ rpm           | 160 Nm @ 1400-3500                            | 175 Nm @ 1400-4000                            | 175 Nm @ 1400-4000                            | 250 Nm @ 1500-3500                            | 250 Nm @ 1500-3500                            | 200 Nm @ 1500-3500                                                  | 250 Nm @ 1250-5000                            | 280 Nm @ 1350-4500                            | 350 Nm @ 1500-4400                            | 350 Nm @ 1500-4400                            |
| Tracción                       | Delantera                                     | Delantera                                     | Delantera                                     | Delantera                                     | Delantera                                     | Delantera                                                           | Delantera                                     | Total                                         | Delantera                                     | Delantera                                     |
| Transmisión                    | Manual, 5 velocidades                         | Manual, 6 velocidades                         | Manual, 6 velocidades / DSG, 7 velocidades    | Manual, 6 velocidades / DSG, 7 velocidades    | Manual, 6 velocidades / DSG, 7 velocidades    | Manual, 6 velocidades / DSG, 7 velocidades                          | Manual, 6 velocidades / DSG, 7 velocidades    | DSG, 6 velocidades                            | Manual, 6 velocidades / DSG, 6 velocidades    | Manual, 6 velocidades / DSG, 6 velocidades    |
| Aceleración (0-100 km/h)       | 12.0-12.2 s                                   | 10.3-10.5 s                                   | 10.3-10.5 s                                   | 8.4-8.5 s                                     | 8.4-8.5 s                                     | 10.9-11.0 s                                                         | 7.3-7.4 s                                     | 7.4-7.5 s                                     | 6.8-6.9 s                                     | 6.7-6.8 s                                     |
| Velocidad máxima               | 178-181 km/h                                  | 193-196 km/h                                  | 193-196 km/h                                  | 212-215 km/h                                  | 212-215 km/h                                  | 193-195 km/h                                                        | 229-231 km/h                                  | 227-229 km/h                                  | 242-248 km/h                                  | 245-250 km/h                                  |
| Consumo combinado (L/100 km/h) | 5.2-5.3                                       | 4.9-5.1                                       | 4.8-5.0                                       | 5.3                                           | 5.1-5.2                                       | 5.4 (3.5 kg GNC)                                                    | 6.1                                           | 6.4-6.6                                       | 6.2-6.3                                       | 6.2                                           |

| Periodo                        | 2013-2017                                                                              | 2012-2015                                                                              | 2015-2017                                                                              | 2014-2016                                                                              | 2012-2016                                                                              | 2016-2017                                                                              | 2013-2017                                                                              |
| Identificación del motor       | CLHB                                                                                   | CLHA                                                                                   | DBKA                                                                                   | CRKB                                                                                   | CKFC                                                                                   | CKFC                                                                                   | CUPA, CUNA                                                                             |
| Tipo de motor                  | L4 16v, inyección directa, common-rail, turbo, intercooler, filtro de partículas (DPF) | L4 16v, inyección directa, common-rail, turbo, intercooler, filtro de partículas (DPF) | L4 16v, inyección directa, common-rail, turbo, intercooler, filtro de partículas (DPF) | L4 16v, inyección directa, common-rail, turbo, intercooler, filtro de partículas (DPF) | L4 16v, inyección directa, common-rail, turbo, intercooler, filtro de partículas (DPF) | L4 16v, inyección directa, common-rail, turbo, intercooler, filtro de partículas (DPF) | L4 16v, inyección directa, common-rail, turbo, intercooler, filtro de partículas (DPF) |
| Diámetro x carrera             | 79.5 mm × 80.5 mm                                                                      | 79.5 mm × 80.5 mm                                                                      | 79.5 mm × 80.5 mm                                                                      | 79.5 mm × 80.5 mm                                                                      | 81.0 mm × 95.5 mm                                                                      | 81.0 mm × 95.5 mm                                                                      | 81.0 mm × 95.5 mm                                                                      |
| Cilindrada                     | 1598 cm³                                                                               | 1598 cm³                                                                               | 1598 cm³                                                                               | 1598 cm³                                                                               | 1968 cm³                                                                               | 1968 cm³                                                                               | 1968 cm³                                                                               |
| Relación de compresión         | 16.5: 1                                                                                | 16.5: 1                                                                                | 16.5: 1                                                                                | 16.5: 1                                                                                | 16.5: 1                                                                                | 16.5: 1                                                                                | 15.8: 1                                                                                |
| Potencia máxima: CV (kW) @ rpm | 90 CV (66 kW) @ 2750-4800                                                              | 105 CV (77 kW) @ 3000-4000                                                             | 110 CV (81 kW) @ 3250-4000                                                             | 110 CV (81 kW) @ 3250-4000                                                             | 150 CV (110 kW) @ 3500-4000                                                            | 150 CV (110 kW) @ 3500-4000                                                            | 184 CV (135 kW) @ 3500-4000                                                            |
| Par máximo: Nm @ rpm           | 230 Nm @ 1400-2700                                                                     | 250 Nm @ 1500-2750                                                                     | 250 Nm @ 1500-2750                                                                     | 250 Nm @ 1500-3000                                                                     | 320 Nm @ 1750-3000                                                                     | 340 Nm @ 1750-3000                                                                     | 380 Nm @ 1750-3000                                                                     |
| Tracción                       | Delantera                                                                              | Delantera / Total                                                                      | Delantera / Total                                                                      | Delantera                                                                              | Delantera                                                                              | Delantera / Total                                                                      | Delantera / Total                                                                      |
| Transmisión                    | Manual, 5 velocidades                                                                  | Manual, 5 velocidades / Automática, 6 velocidades / DSG, 7 velocidades                 | Manual, 5 velocidades / Automática, 6 velocidades / DSG, 7 velocidades                 | Manual, 6 velocidades                                                                  | Manual, 6 velocidades / Automática, 6 velocidades / DSG, 6 velocidades                 | Manual, 6 velocidades / Automática, 6 velocidades / DSG, 6 velocidades                 | Manual, 6 velocidades / DSG, 6 velocidades                                             |
| Aceleración 0–100 km/h         | 12.2-12.3 s                                                                            | 10.8-11.7 s                                                                            | 10.8-11.0 s                                                                            | 10.6 s                                                                                 | 8.5-8.7                                                                                | 8.5-8.7                                                                                | 7.9-8.0                                                                                |
| Velocidad máxima               | 183-186 km/h                                                                           | 188-194 km/h                                                                           | 191-195 km/h                                                                           | 206 km/h                                                                               | 213-218 km/h                                                                           | 213-218 km/h                                                                           | 219-232 km/h                                                                           |
| Consumo combinado (L/100 km/h) | 4.1                                                                                    | 3.8-4.5                                                                                | 3.8-3.9                                                                                | 3.2-3.5                                                                                | 4.1-4.9                                                                                | 4.1-4.9                                                                                | 4.6                                                                                    |

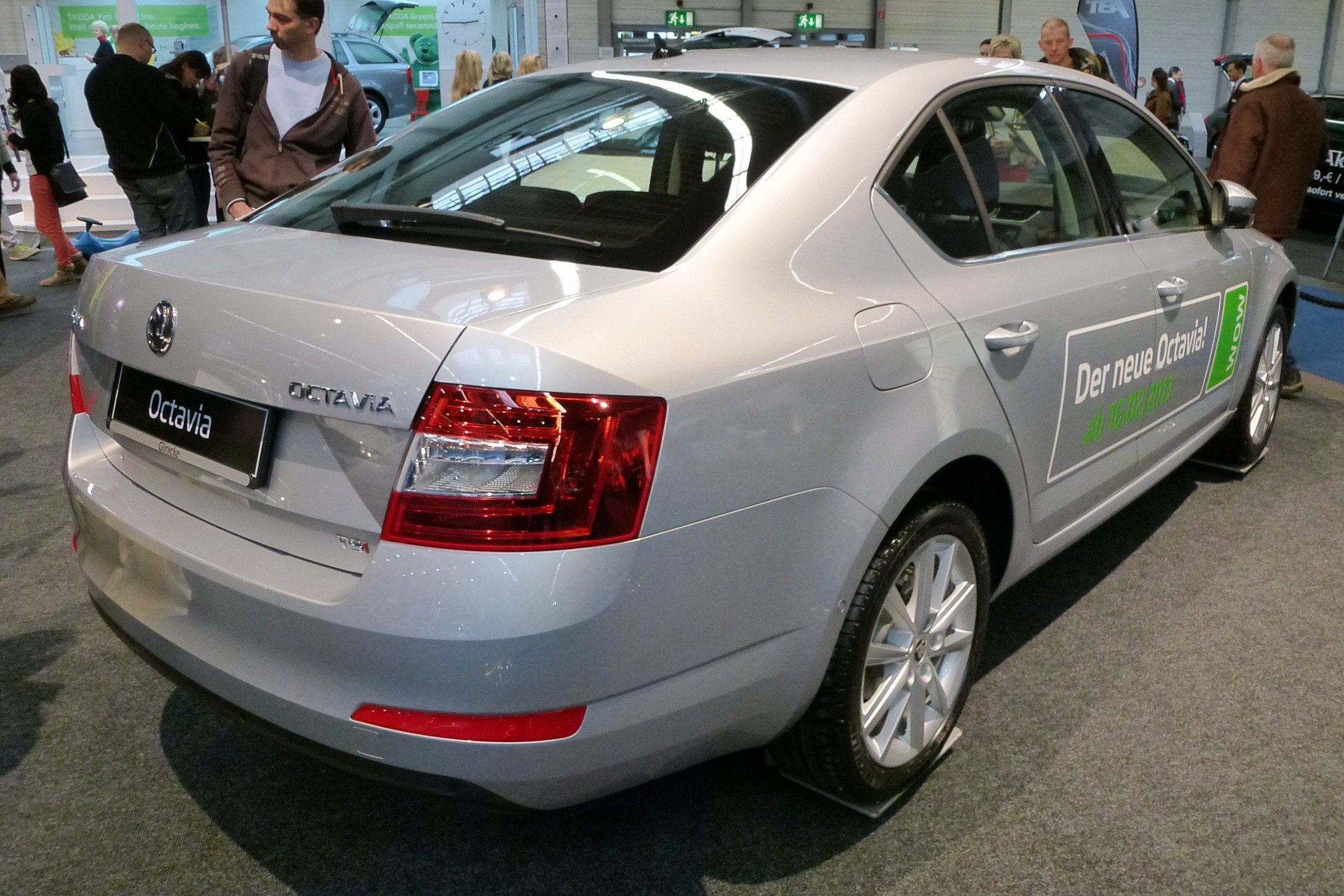
Versión TDI vista trasera
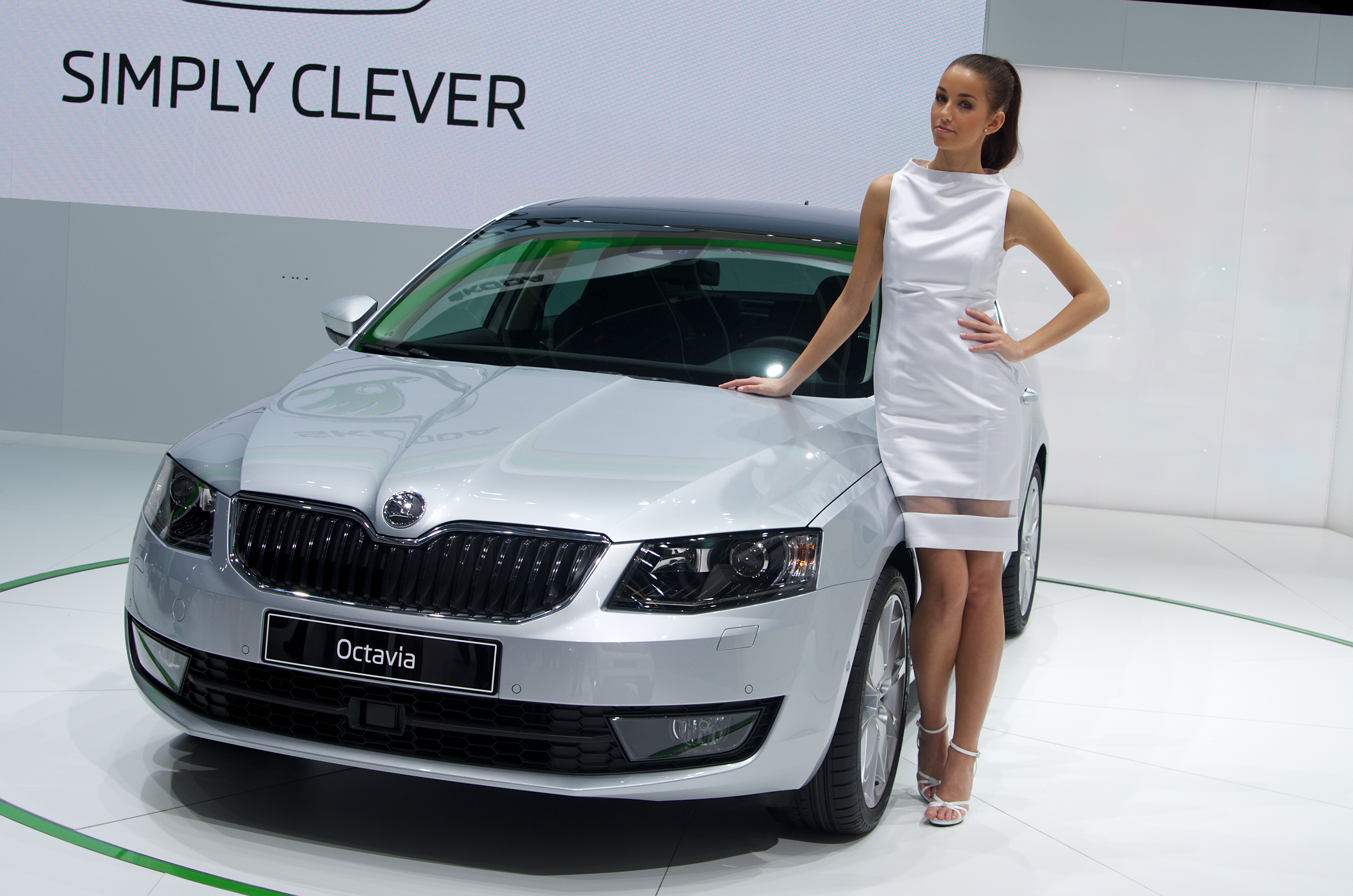
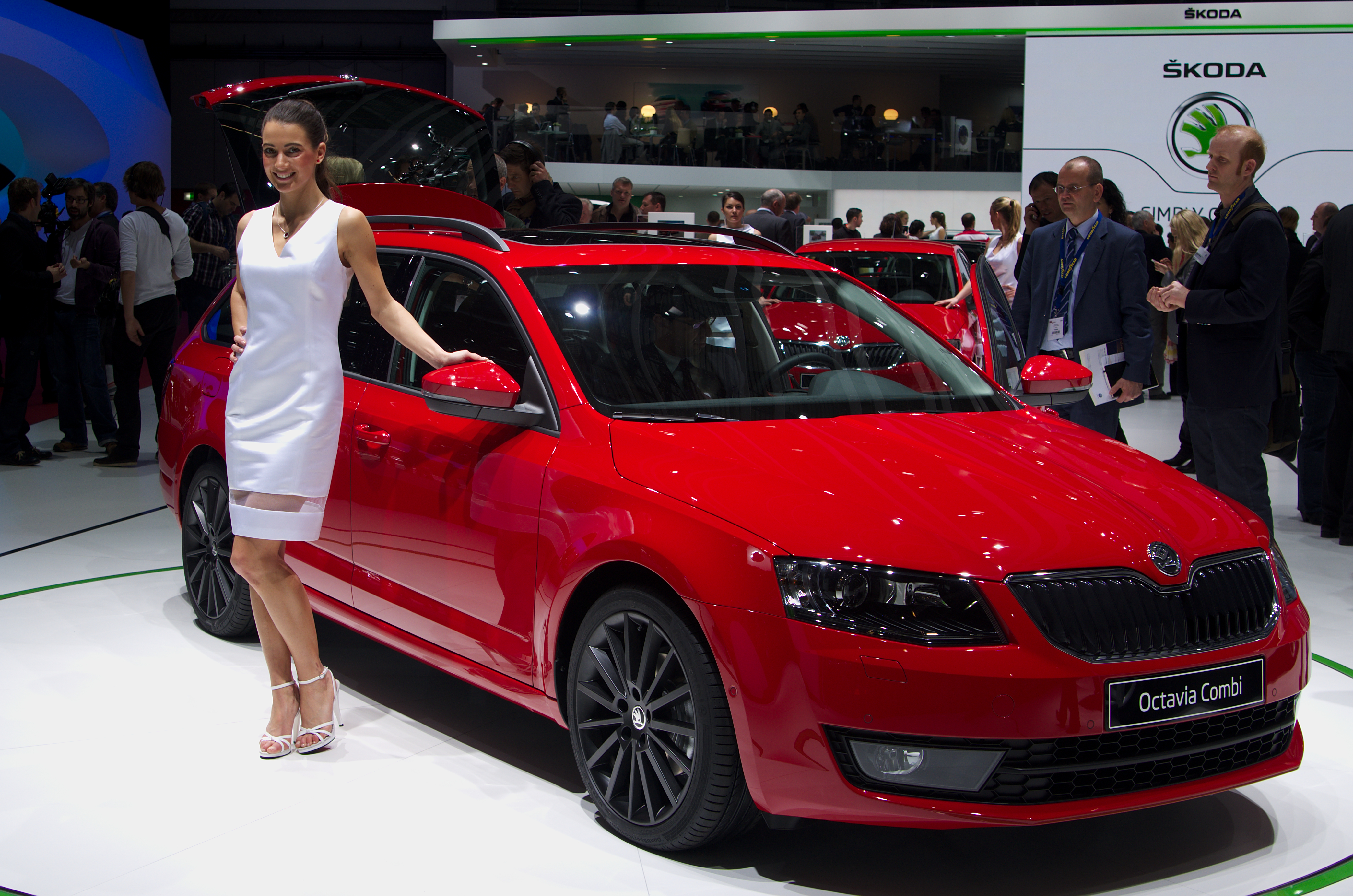
Octavia Combi
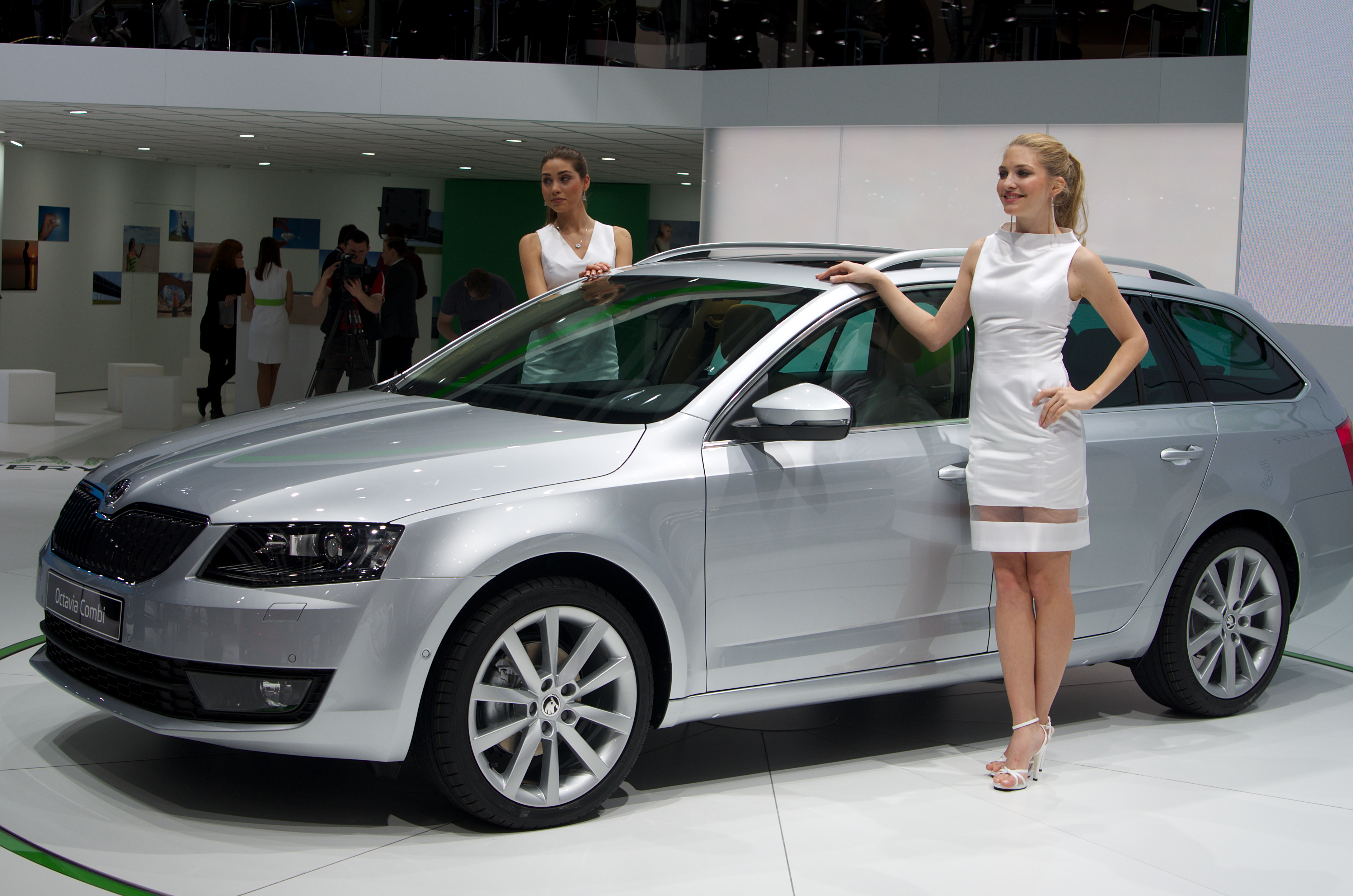

### Fase II (2017-2020)
-La tercera generación del Škoda Octavia fue sustituida por la 4ª.
-La única diferencia en esta actualización fue un cambio de motores y un nuevo diseño de faros delanteros.

#### Motorizaciones
| Periodo                        | 2017-presente                                 | 2017-presente                                                     | 2017-presente                                               | 2017-presente                                 | 2017-presente                                 | 2017-presente                                                 | 2017-presente                                 | 2017-presente                                 |
| Identificación del motor       | CHZD                                          | CPWA                                                              | DADA                                                        | CJSA                                          | CJSB                                          | DKZA                                                          | CHHA                                          | DLBA                                          |
| Tipo de motor                  | L3 12v, inyección directa, turbo, intercooler | L4 16v, inyección directa, turbo, intercooler, preparado para gnc | L4 16v, inyección directa, ciclo Miller, turbo, intercooler | L4 16v, inyección directa, turbo, intercooler | L4 16v, inyección directa, turbo, intercooler | L4 16v, inyección mixta, directa/indirecta turbo, intercooler | L4 16v, inyección directa, turbo, intercooler | L4 16v, inyección directa, turbo, intercooler |
| Diámetro x carrera             | 74.5 mm × 76.4 mm                             | 74.5 mm × 80.0 mm                                                 | 74.5 × 85.9 mm                                              | 82.5 mm × 84.1 mm                             | 82.5 mm × 84.1 mm                             | 82.5 mm × 92.8 mm                                             | 82.5 mm × 92.8 mm                             | 82.5 mm × 92.8 mm                             |
| Cilindrada                     | 999 cm³                                       | 1395 cm³                                                          | 1498 cm³                                                    | 1798 cm³                                      | 1798 cm³                                      | 1984 cm³                                                      | 1984 cm³                                      | 1984 cm³                                      |
| Relación de compresión         | 10.5: 1                                       | 10.5: 1                                                           | 10.5: 1                                                     | 9.6: 1                                        | 9.6: 1                                        | 11,7: 1                                                       | 9.6: 1                                        | 9.6: 1                                        |
| Potencia máxima: CV (kW) @ rpm | 115 CV (85 kW) @ 5500                         | 110 CV (81 kW) @ 4800-6000                                        | 150 CV (110 kW) @ 5000-6000                                 | 180 CV (132 kW) @ 5100-6200                   | 180 CV (132 kW) @ 4500-6200                   | 190 CV (140 kW) @ 4200-6000                                   | 230 CV (169 kW) @ 4700-6200                   | 245 CV (180 kW) @ 4700-6200                   |
| Par máximo: Nm @ rpm           | 200 Nm @ 2000-3500                            | 200 Nm @ 1500-3500                                                | 250 Nm @ 1500-3500                                          | 250 Nm @ 1250-5000                            | 280 Nm @ 1350-4500                            | 320 Nm @ 1500-4100                                            | 350 Nm @ 1500-4400                            | 370 Nm @ 1600-4300                            |
| Tracción                       | Delantera                                     | Delantera                                                         | Delantera                                                   | Delantera                                     | Total                                         | Delantera                                                     | Delantera                                     | Delantera                                     |
| Transmisión                    | Manual, 6 velocidades / DSG, 7 velocidades    | Manual, 6 velocidades / DSG, 7 velocidades                        | Manual, 6 velocidades / DSG, 7 velocidades                  | Manual, 6 velocidades / DSG, 7 velocidades    | Automática, 6 velocidades                     | DSG, 7 velocidades                                            | Manual, 6 velocidades / DSG, 6 velocidades    | Manual, 6 velocidades / DSG, 7 velocidades    |
| Aceleración (0-100 km/h)       | 9.9-10.2 s                                    | 10.9-11.0 s                                                       | 8.1-8.2 s                                                   | 7.3-7.4 s                                     | 7.4-7.5 s                                     | 7.3-7.4 s                                                     | 6.7-6.8 s                                     | 6.6-6.7 s                                     |
| Velocidad máxima               | 200-202 km/h                                  | 193-195 km/h                                                      | 219-220 km/h                                                | 229-231 km/h                                  | 227-229 km/h                                  | 230-236 km/h                                                  | 245-250 km/h                                  | 250 km/h (Limitada electrónicamente)          |
| Consumo combinado (L/100 km/h) | 4.5                                           | 5.4 (3.5 kg GNC)                                                  | 4.9-5.0                                                     | 6.1                                           | 6.4-6.6                                       | 6.1-6.2                                                       | 6.2                                           | 6.5                                           |

| Periodo                        | 2017-presente                                                                          | 2017-presente                                                                          | 2017-presente                                                                          | 2017-presente |
| Identificación del motor       | DDYA                                                                                   | CKFC                                                                                   | CUPA, CUNA                                                                             |               |
| Tipo de motor                  | L4 16v, inyección directa, common-rail, turbo, intercooler, filtro de partículas (DPF) | L4 16v, inyección directa, common-rail, turbo, intercooler, filtro de partículas (DPF) | L4 16v, inyección directa, common-rail, turbo, intercooler, filtro de partículas (DPF) |               |
| Diámetro x carrera             | 79.5 mm × 80.5 mm                                                                      | 81.0 mm × 95.5 mm                                                                      | 81.0 mm × 95.5 mm                                                                      |               |
| Cilindrada                     | 1598 cm³                                                                               | 1968 cm³                                                                               | 1968 cm³                                                                               |               |
| Relación de compresión         | 16.5: 1                                                                                | 16.5: 1                                                                                | 15.8: 1                                                                                |               |
| Potencia máxima: CV (kW) @ rpm | 115 CV (85 kW) @ 3250-4000                                                             | 150 CV (110 kW) @ 3500-4000                                                            | 184 CV (135 kW) @ 3500-4000                                                            |               |
| Par máximo: Nm @ rpm           | 250 Nm @ 1500-3200                                                                     | 340 Nm @ 1750-3000                                                                     | 380 Nm @ 1750-3000                                                                     |               |
| Tracción                       | Delantera                                                                              | Delantera / Total                                                                      | Delantera / Total                                                                      |               |
| Transmisión                    | Manual, 5 velocidades / DSG, 7 velocidades                                             | Manual, 6 velocidades / Automática, 6 velocidades / DSG, 6 velocidades                 | Manual, 6 velocidades / DSG, 6 velocidades                                             |               |
| Aceleración 0–100 km/h         | 10.1 s                                                                                 | 8.5-8.7                                                                                | 7.9-8.0                                                                                |               |
| Velocidad máxima               | 203 km/h                                                                               | 213-218 km/h                                                                           | 219-232 km/h                                                                           |               |
| Consumo combinado (L/100 km/h) | 4.0-4.2                                                                                | 4.1-4.9                                                                                | 4.6                                                                                    |               |

## Línea de tiempo del Skoda Octavia hasta la actualidad[23]
1994
- En diciembre de 1994, el Grupo Volkswagen y la marca decidieron crear un modelo totalmente nuevo en el segmento superior de los compactos. Más tarde, se acabó convirtiendo en el Octavia.
- La búsqueda del nombre del nuevo modelo nos lleva a la historia de Škoda. Entre 1959 y 1971, el fabricante construyó un dos puertas muy espacioso llamado Octavia. Era un vehículo con tecnología avanzada a su tiempo. El nombre Octavia está basado en la palabra latina que significa ocho, ‘octo’, pues fue el octavo modelo de la marca desde la Segunda Guerra Mundial.

1995
- Febrero: Se inicia la construcción de la fábrica actual en Mladá Boleslav.

1996
- 31 de agosto: Primera presentación del en la Plaza Vieja de Praga y en el museo Škoda de Mladá Boleslav.
- 3 de septiembre de 1996: Inauguración de la nueva planta de producción de Mladá Boleslav.
- Octubre de 1996: Presentación mundial del nuevo Octavia en el Salón del Automóvil de París.

1997
- El Škoda Octavia se presenta en el Salón de Shanghái.

1998
- Febrero: Presentación mundial del Octavia Combi en el Salón de Ginebra.
- Mayo: Lanzamiento del Octavia Combi.

1999
- La compañía añade un modelo con tracción total 4x4 a la gama Octavia.

2000
- Lavado de cara del Octavia I.
- Se lanza la versión deportiva Octavia RS.

2002
- Se produce el Octavia número 750.000.
- Lanzamiento del Octavia RS Combi Inicio de las ventas en el mercado indio.

2004
- Febrero: El Octavia un millón sale de la cadena de montaje de Mladá Boleslav.
- Marzo: Presentación mundial del Octavia (segunda generación) en el Salón de Ginebra.
- Abril: Acuerdo para producir el Octavia en la Planta de Volkswagen Shanghái a partir de 2007.
- Mayo: Lanzamiento de nuevo Octavia (segunda generación).
- La producción de la primera generación del Octavia en algunos mercados sigue bajo el nombre de Octavia Tour hasta septiembre de 2010.
- Septiembre: Presentación mundial del Octavia Combi y el Octavia 4x4 (segunda generación) en el Salón de París.
- "Volante de Oro" para el Octavia II.

2005
- Enero: lanzamiento del nuevo Octavia Combi y el Octavia 4x4.
- Septiembre: Presentación mundial del Octavia RS.
- Noviembre: Producción del Octavia (bajo el nombre Laura) en la planta de Aurangabad en la India.
- Noviembre: El Škoda cinco millones tras la unión con Volkswagen sale de la cadena de producción de Mladá Boleslav. Es un Octavia 1.6 MPI.

2006
- Noviembre: El Octavia se presenta en China en el Salón Internacional de Beijing International (bajo el nombre Octavia Ming Rui).

2007
- Enero: Lanzamiento del Octavia Combi Scout.
- Marzo: Inicio de la producción del Octavia (Ming Rui) en China en la planta Volkswagen de Shanghái. Las ventas empiezan en junio.
- Abril: el Octavia II número 500.000 sale de la cadena de producción en Mladá Boleslav.

2008
- Marzo: el Octavia número 2 millones sale de la cadena de producción.
- Octubre: Presentación mundial en París del rediseño del Octavia II.
- Bajo una empresa conjunta con Volkswagen, se inician los preparativos de montaje en Kaluga, Rusia, para el ensamblaje local del Octavia en este país.

2009
- Marzo: Presentación mundial del Octavia GreenLine en el Salón de Ginebra.
- Se lanza el rediseño del Octavia RS y el Octavia Combi Scout.
- Se empieza a producir el Octavia a gran escala en Kaluga, Rusia 2010.
- Škoda presenta su primer vehículo eléctrico, el Octavia Green E Line, en el Salón de París.
- Noviembre: Fin de la producción de la primera generación del Škoda Octavia.

2011
- Abril: Inicio de la expansión de la capacidad de producción en Mladá Boleslav.
- Agosto: Inicio de la producción de la flota de pruebas de diez Octavia Green E Line.

2012
- Diez Škoda Octavia Green E Line empiezan la fase de pruebas con socios externos.
- Noviembre: Se inicia la producción de la tercera generación del Škoda Octavia en Mladá Boleslav.

2013
- Marzo:Sale a la venta la tercera generación del Skoda Octavia tras casi 3 millones de unidades fabricadas.